# Toucy
Toucy est une commune française située dans le département de l'Yonne, en région Bourgogne-Franche-Comté.
Toucy est la patrie de Pierre Larousse.
Ses habitants, appelés les Toucycois, font partie des Poyaudins, habitants du terroir de la Puisaye auquel se rattache Toucy.

## Géographie
Située à 24 kilomètres au sud-ouest d'Auxerre par la D 965, à 120 kilomètres au sud-est d'Orléans, à 150 kilomètres au sud-est de Paris par l'autoroute A6 (sortie Joigny-Toucy) et à 110 kilomètres au nord-est de Bourges par la D 955, Toucy est une des principales communes de la Puisaye, pays de bocage. Elle est ville d'appui du pays de Puisaye-Forterre, à la tête de la communauté de communes Cœur de Puisaye. C'est aussi le bureau centralisateur du canton de Cœur de Puisaye depuis le redécoupage de 2014.
Toucy est traversée par la rivière Ouanne, affluent du Loing.
La commune est constituée d'une ville-centre et de nombreux hameaux parmi lesquels les Bréchots, Champleau, Fours, les Hâtus, le Vernoy, les Bablots, les Grands Nains, Champeaux, les Avenières, Verrigny, les Crançons, la Camionnerie, les Berteaux, Les Mâles.

### Communes limitrophes
| Villiers-Saint-Benoît | Merry-la-vallée | Parly              |
| Dracy                 | Toucy           | Diges              |
|                       | Fontaines       | Moulins-sur-Ouanne |

### Climat
Pour des articles plus généraux, voir Climat de la Bourgogne-Franche-Comté et Climat de l'Yonne.
En 2010, le climat de la commune est de type climat océanique dégradé des plaines du Centre et du Nord, selon une étude du Centre national de la recherche scientifique s'appuyant sur une série de données couvrant la période 1971-2000. En 2020, Météo-France publie une typologie des climats de la France métropolitaine dans laquelle la commune est exposée à un climat océanique altéré et est dans la région climatique  Centre et contreforts nord du Massif Central, caractérisée par un air sec en été et un bon ensoleillement. 
Pour la période 1971-2000, la température annuelle moyenne est de 10,6 °C, avec une amplitude thermique annuelle de 16,2 °C. Le cumul annuel moyen de précipitations est de 793 mm, avec 12,2 jours de précipitations en janvier et 7,7 jours en juillet. Pour la période 1991-2020, la température moyenne annuelle observée sur la station météorologique de Météo-France la plus proche, « Aillant », sur la commune de Montholon à 16 km à vol d'oiseau, est de 11,5 °C et le cumul annuel moyen de précipitations est de 727,4 mm. 
La température maximale relevée sur cette station est de 42,7 °C, atteinte le 24 juillet 2019 ; la température minimale est de −23,5 °C, atteinte le 25 février 1986,,. 
Les paramètres climatiques de la commune ont été estimés pour le milieu du siècle (2041-2070) selon différents scénarios d'émission de gaz à effet de serre à partir des nouvelles projections climatiques de référence DRIAS-2020. Ils sont consultables sur un site dédié publié par Météo-France en novembre 2022.

## Urbanisme

### Typologie
Au 1er janvier 2024, Toucy est catégorisée bourg rural, selon la nouvelle grille communale de densité à sept niveaux définie par l'Insee en 2022.
Elle appartient à l'unité urbaine de Toucy, une unité urbaine monocommunale constituant une ville isolée,. Par ailleurs la commune fait partie de l'aire d'attraction d'Auxerre, dont elle est une commune de la couronne,. Cette aire, qui regroupe 104 communes, est catégorisée dans les aires de 50 000 à moins de 200 000 habitants,.

### Occupation des sols
L'occupation des sols de la commune, telle qu'elle ressort de la base de données européenne d’occupation biophysique des sols Corine Land Cover (CLC), est marquée par l'importance des territoires agricoles (73,5 % en 2018), en diminution par rapport à 1990 (75,4 %). La répartition détaillée en 2018 est la suivante :
prairies (48,3 %), forêts (22 %), terres arables (19,5 %), zones agricoles hétérogènes (5,7 %), zones urbanisées (3,8 %), zones industrielles ou commerciales et réseaux de communication (0,7 %). L'évolution de l’occupation des sols de la commune et de ses infrastructures peut être observée sur les différentes représentations cartographiques du territoire : la carte de Cassini (XVIIIe siècle), la carte d'état-major (1820-1866) et les cartes ou photos aériennes de l'IGN pour la période actuelle (1950 à aujourd'hui).

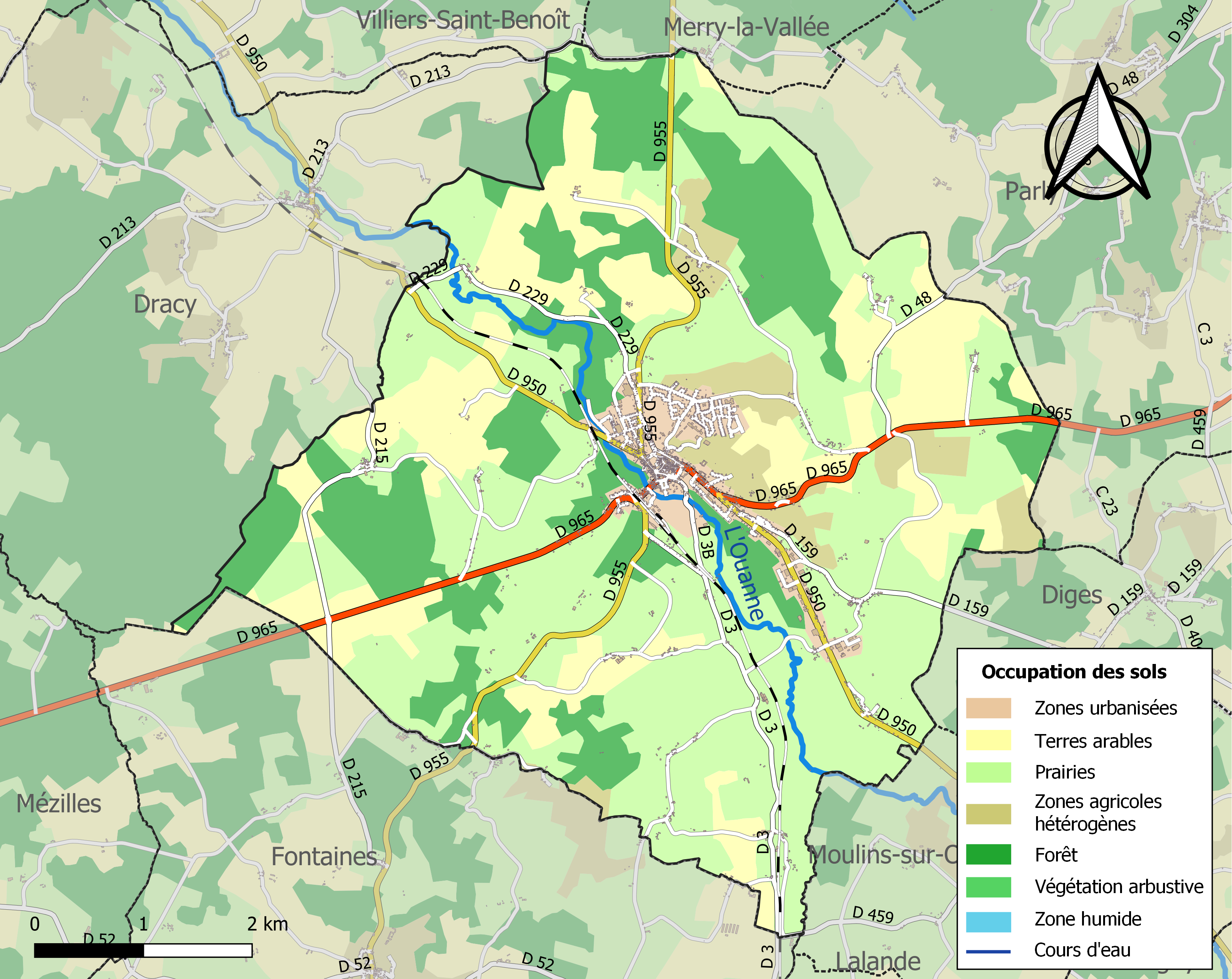
Carte des infrastructures et de l'occupation des sols de la commune en 2018 (CLC).

## Toponymie
Toucy a porté les toponymes suivants :
Toutiacus (avant 250 ap.JC) ; Tociacus (VIIe siècle) ; Toceium castrum  (~1100) ; Tusciacum (1144) ; Toci (1191) ; Thociacum (1217) ; Touci (1293) ; Tocy (1339) ; Thocy (1387, 1552) ; Thoucy (1561) ; Toussy (1622).

## Histoire

### De la Préhistoire à la conquête romaine
Des fouilles archéologiques réalisées au XXe siècle ont démontré la présence d'ateliers de taille de silex vers 13 000-18 000 avant notre ère à proximité de la ville actuelle (au nord de la Glaudonnerie, près du chemin de la Vau-Laurier et à proximité de la ferme des Hatus). Dans les années 1990, une hache en bronze datée de 3000 ans av. J.-C. a été découverte fortuitement à 2 km à l'est de Toucy. Pendant les quelques siècles précédant notre ère, les régions de Toucy, Saint-Fargeau et Lavau sont déjà des centres celtes très actifs pour la production du fer en bas-fourneaux. Les ferriers de Toucy, avec ceux de Dracy et Villiers-Saint-Benoît, sont les plus grands de la Puisaye. Le ferrier de Tannerre-en-Puisaye est le plus grand de France à égalité avec celui des Martys et l'un des plus grands d'Europe.
À partir de la conquête romaine, l'exploitation du minerai de fer se développera énormément pour devenir systématique, et connaîtra son apogée aux IIe et IIIe siècles. Les connaissances actuelles placent la région au plus haut des régions productrices de fer brut pour toute l'Antiquité. Le pagus de Toucy (unité territoriale gallo-romaine), dépendant de la civita de Sens (Agedincum), est alors assimilable à une grande partie de la Puisaye actuelle.
Avec les premières invasions au IIIe siècle commencera le déclin de la métallurgie en Puisaye. Au début du Ve siècle, la production massive de fer aura quasiment cessé, hormis une activité disparate et ponctuelle assurant essentiellement les petits besoins locaux. Cette production pourrait avoir persisté jusqu'à la fin du Moyen Âge, avant un arrêt définitif, en grande partie pour cause d'épuisement des gisements de minerai de fer.
La première mention du pagus de Toucy apparaît dans l'expression "Pagi Tout", forme abrégée de "Toutiacus" (ou Toutiaci dans le contexte), sur une plaque post mortem datée de 250 apr. J.-C. décrivant le cursus de Caïus Amatius Paterninus, défenseur public du pagus de Toucy et duumvir du trésor public. Ce cartouche, découvert au XIXe siècle à Sens, a été acquis par le musée du Louvre. D'importantes traces d'habitat gallo-romain lié à la métallurgie existent dans la plaine de Briant au sud de Toucy. Une villa gallo-romaine a laissé des vestiges à 3 km à l'est de Toucy, mais l'emplacement exact du vicus de Toutiacus reste inconnu. On peut supposer qu'il était à l'emplacement du centre actuel, tout près d'un important atelier métallurgique gallo-romain situé sous le cinéma LUX et l'ex-hôtel de Montargis, jusqu'à la rivière. Deux voies romaines secondaires se croisent à Toucy, à hauteur de l'église (ex-porte de Villiers) ; l'une longeant la rive droite de l'Ouanne et allant de Ouanne (Odouna) vers Sens, et l'autre menant d'Auxerre à Saint-Sauveur et Gien.
Dans le Bas-Empire, le pagus de Toucy était une possession de la famille du futur évêque saint Germain l'Auxerrois (378-448).

### Le Moyen Âge

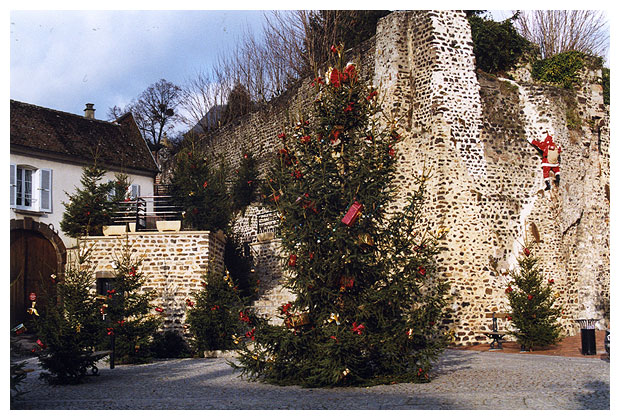
Remparts de Toucy.

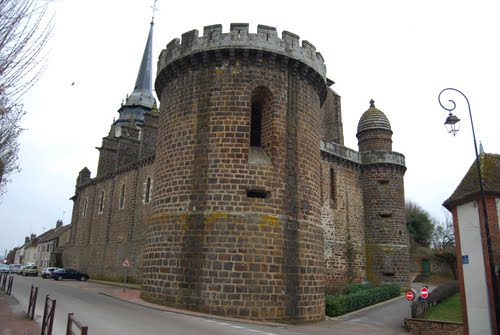
Tour des évêques

Au Ve siècle, la terre de Toucy appartient à une riche famille gallo-romaine d'Appoigny dont le fils fut le célèbre évêque d'Auxerre saint Germain, qui lègue cette terre à son église cathédrale Saint-Étienne.
L'évêque Héribert élève en 980 un donjon sur la motte de Toucy, en rive droite de l'Ouanne dont la vallée se resserre à cet endroit, à flanc de coteau. À la châtellenie initiale s'ajoute la résidence des puissants seigneurs de Toucy, baronnie issue de la Maison de Narbonne.
En 1060, au cours d'une guerre entre le comte d'Auxerre Guillaume III de Nevers et le duc de Bourgogne Robert le Vieux allié au comte Thibault de Champagne, la ville est entièrement détruite.
Vers 1100, l'évêque d'Auxerre Humbaud reconstruit le château des seigneurs, plus vaste, avec une chapelle seigneuriale qui sert d'église paroissiale. Toujours existante, elle est appelée la chapelle des Seigneurs.
Vers 1170, le baron Narjot II et son cousin Guillaume de Toucy, évêque d'Auxerre, jettent bas le château de Humbaud afin d'en élever un autre en pierre selon une architecture militaire. Hugues de Toucy devient quant à lui archevêque de Sens. À la même époque sont entreprises les fortifications, qui au début du XIIIe siècle, entourent complètement la ville. À l'intérieur de cette enceinte Guillaume de Toucy se fait construire une maison épiscopale, "le Petit Châtel", ainsi qu'une chapelle qui deviendra la collégiale Notre-Dame, vendue comme "bien national" et démolie en 1793,.
Les Ithier et les Narjot se maintiennent avec éclat dans la seigneurie pendant plus d'un siècle.
Puis les Paléologue de Montferrat (les frères Jean IV, Guillaume VIII et Boniface III, fils de Jean-Jacques), famille d'héritiers collatéraux des ducs de Bar,, cherchent à vendre : d'abord en 1431/1442 à Georges de La Trémoille (suivi de son gendre Jean Salazar, père de Tristan) ; puis, les paiements n'étant pas honorés, les seigneuries de Toucy et de Saint-Fargeau sont cédées en 1450 à Jacques Cœur, qui en est plus tard dépouillé par le jugement de mai 1453. Elles sont alors attribuées vers 1454 à Antoine de Chabannes de Dammartin, l'un des persécuteurs de l'argentier de Charles VII, qui reçoit aussi de la même provenance nombre d'autres seigneuries de la région,.
Au cours du Moyen Âge, du fait de sa position géographique, la ville est longtemps disputée entre royaume de France et duché de Bourgogne. Pour preuve, l'église ressemble davantage à un petit château fort qu'à une église. Elle est construite au XVIe siècle en s'appuyant sur des remparts du XIe siècle. Au cours de la guerre de Cent ans la ville, qui a pris le parti du roi de France, est totalement détruite par les Anglo-Bourguignons en 1423. Marchant sur Orléans, Jeanne d'Arc y passe en février 1429 alors qu'elle se rend d'Auxerre à Gien. Une léproserie existe alors à Toucy.

### L'époque moderne

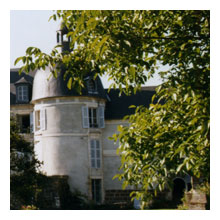
Tour du château du Miton.

Toucy se relève de ses ruines et, à partir de 1536, on entreprend la reconstruction de la grande nef de l'église de style « Renaissance ». En 1504, l'une des filles de la maison de Chabannes, Avoye de Chabannes, comtesse de Dammartin, sœur d'Antoinette de Chabannes de St-Fargeau (deux filles de Jean de Chabannes-Dammartin et petites-filles d'Antoine de Chabannes-Dammartin), épouse Aymar de Prie (1453-1527), seigneur de Montpoupon et de Buzançais, dernier Grand Maître des Arbalétriers de France : Sans postérité. Cependant, la famille de Prie conserve la seigneurie de Toucy et la garde pendant près de trois siècles, obtenant l'érection de Toucy en marquisat dans la 1re moitié du XVIIe siècle (en faveur d'Aymar II de Prie, marié à Louise de Hautemer de Fervaques ; Aymar II était le fils de René de Prie, fils d'Edme de Prie, fils d'Aymar Ier). Dès 1523 Aymar Ier de Prie, baron de Toucy, fait construire le château de la Motte-Miton. On lui doit également d'avoir fait construire place du Marché (actuelle place de l'Hôtel de ville) une halle réservée au commerce des tissus.
Toucy, en effet, se fait alors un nom pour la qualité de ses toiles, occupant de nombreux tisserands. D'autres industries naissent et se développent dans le domaine du bois, du cuir, des matériaux de construction, pierre, brique, chaux et l'on fait appel à la force motrice des moulins à eau. Le 24 avril 1592, la ville, occupée par les « Ligueurs », est prise par les troupes royales d'Henri IV et mise à sac ; les habitants se réfugient à Auxerre. Quelques années plus tard, foires et marchés ont repris du faubourg-d'en-Haut jusqu'à la place Saint-Louis où se tient le marché aux bestiaux.
L'aîné des fils survivants d'Aymar II, Louis de Prie marquis de Toucy, époux de Françoise de Saint-Gelais-Lusignan, a deux filles : Charlotte de Prie dame de Fervaques (x Noël de Bullion de Gallardon), et Louise de Prie qui transmet la terre de Toucy à son mari le maréchal Philippe de la Motte-Houdancourt. Une de leurs trois filles, Charlotte-Éléonore-Madeleine (1651-1744), duchesse de Ventadour par son mariage avec Louis-Charles de Lévis, gouvernante de Louis XV, vendit Toucy à Law en 1720. Mais la banqueroute de ce dernier fit passer en 1722 la terre de Toucy aux de Rehez de Sampigny (Sampigny, d'où Sampigny) d'Issoncourt, marquis d'Effiat (avec Denone) (Louis-Ignace de Rehez puis son fils François-Charles) ; puis à Jean Pâris de Montmartel en 1729. En 1751, le neveu maternel de ce dernier, Claude Nugues de Perratière († 1762), rachète le bien, et ce nouveau marquis de Toucy fait raser le château de la Motte-Miton pour en reconstruire un autre, que l'on peut encore admirer aujourd'hui. Il lègue à ses neveux, fils de sa sœur Catherine Nugues (1698-1761), épouse de Vivant Micault de Co(u)rbeton (1681-1756) : Joseph Micault d'Harvelay (1723-1786) et Jean-Vivant Micault de Co(u)rbeton (1725-guillotiné en mars 1794 ; son fils Jean-Vivant Micault, son gendre Charles-Louis Trudaine de Montigny, fils de Philibert Trudaine de Montigny, et le frère de ce dernier, Charles-Michel Trudaine, sont exécutés en juillet 1794).
Toucy dépend alors de l'élection de Gien et de la généralité d'Orléans.

### De la Révolution française à l'époque contemporaine
En 1789, pour l'élection des députés aux Etats généraux, Toucy a envoyé quatre députés à Auxerre. Un cahier de doléances a été rédigé. En général, la Révolution a été bien accueillie et la plupart des prêtres prêtent serment à la Constitution. L'un d'entre eux, Dom Laporte, ancien professeur bénédictin de l'abbaye de Saint-Germain d'Auxerre, va même jusqu'à démissionner le 16 février 1794. Quant à l'abbé Charles Julliard, favorable aux idées révolutionnaires, il devient maire de la ville en 1789. Une Garde nationale remplace l'ancienne milice bourgeoise : elle est composée de volontaires, parfois réfractaires, qui viennent parfois de communes relativement éloignées comme Vermenton ou Champs-sur-Yonne.
En décembre 1851, Toucy et ses alentours sont le théâtre d'un mouvement contestataire face au coup d'État de Louis-Napoléon Bonaparte,.
Au XIXe siècle, le marché prend de l'ampleur. On dénombre alors pas moins de deux foires et douze gros marchés annuels. Une cinquantaine de communes l'alimentent chaque semaine en produits frais, grains et animaux. L'affluence est telle qu'elle justifie la présence à l'époque de 54 cafés, restaurants, auberges et hôtels dans la commune. Le 1er janvier 1859, date de la plus grande affluence, 950 porcs ont été vendus. Un droit d'entrée était alors prélevé sur les voitures.
Toucy se développe au cours du XIXe siècle ; en 1900 c'est un bourg très actif de près de 3 400 habitants, animé par de nombreuses petites industries (briqueteries, filatures, tanneries) et d'importants marchés aux bestiaux. En 1894, Toucy est la seule ville du département à posséder à la fois l'eau courante, l'électricité, une école supérieure de garçons et un cours complémentaire de filles. Au début du XXe siècle, le tissu industriel prend de l'importance grâce à la présence de l'usine de cycles Bernasse mais aussi la taillanderie Leloup.
Le 15 juin 1940, jour de marché, une partie de la vieille ville est détruite par un bombardement de l'armée allemande qui fait 80 victimes. Le même jour, une colonne de réfugiés en exode et de militaires en repli vers la Loire est bombardée au nord de Toucy, sur la route de Joigny par un groupe de 7 Junker 87 Stuka. Présent sur place au moment des faits comme soldat, le philosophe Valentin Feldman a relaté le bombardement de Toucy dans son Journal de guerre (1940-1941).
Au cours de la guerre, certains habitants ont résisté, parfois au péril de leur vie, notamment en sauvant des juifs : parmi les habitants de Toucy, deux "Justes" ont été distingués par Israël.
Le 5 octobre 1943, Félix François et six autres résistants sont arrêtés par les Allemands : ils seront torturés puis déportés ou fusillés et le réseau de résistance sera démantelé. On notera également le rôle héroïque joué par André Genêt, à la tête des FFI de la Nièvre, mort au combat en 1945 et son frère Robert au sein du réseau Résistance-fer.
En 1944, une importante station de radars allemande sera construite dans la Plaine de Briant, elle sera sabordée le 19 août. Il reste quelques vestiges visibles.

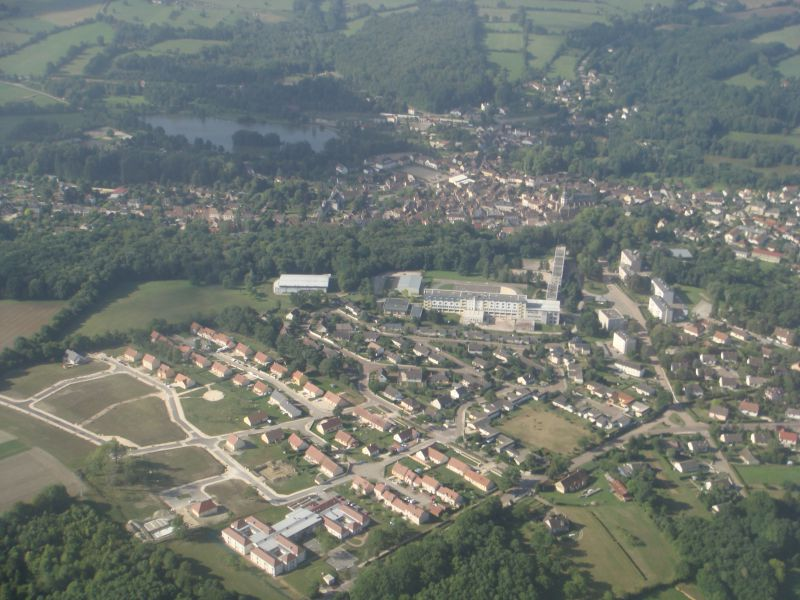
Vue aérienne des Cinq Quartauts.

Au lendemain de la guerre, les élus se sont efforcés de doter la ville de services nouveaux afin d'attirer les entreprises et les habitants. Des zones industrielles et artisanales ont été aménagées à la fin des années 1960. En 1987, Toucy devient l'une des plus petites villes de France à accueillir un lycée. Au début des années 2000, un plan de restauration du centre-ville est engagé afin de développer le tourisme. En matière de logement, un vaste lotissement sort de terre à partir de 2006 en périphérie de la ville (Les Cinq Quartauts) et en centre-ville, l'Îlot Defrance est totalement restructuré. En 2000, la communauté de communes du Toucycois est créée pour coordonner plus efficacement les actions de Toucy et des communes voisines ; elle regroupe plus de 8 000 habitants répartis sur 11 communes. Un plan local d'urbanisme intercommunal a été décidé en septembre 2009. La CCT fusionne avec les communautés de la Puisaye fargeaulaise et celle de Bléneau pour former "Cœur de Puisaye" dont Toucy accueille les services administratifs.
En mai 2012 la région Bourgogne attribue à Toucy, ville d'appui, une enveloppe de 270 000 euros afin de faciliter les déplacements entre la ville-haute et la ville-basse et dessiner le visage de la commune dans les prochaines années.
Un projet de contournement de la ville par le sud est également à l'étude.

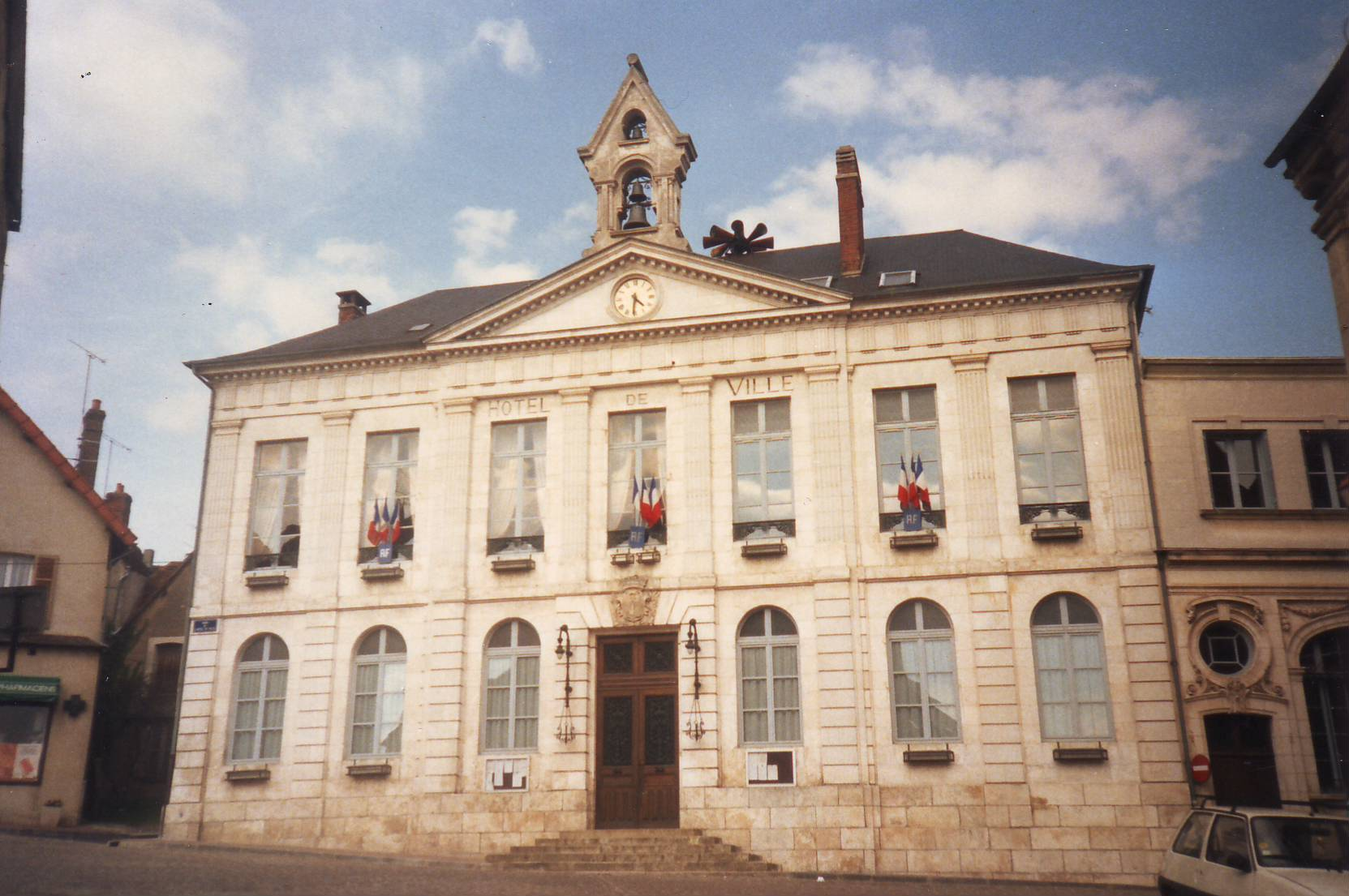
Hôtel de ville.

## Politique et administration

### Liste des maires
| Période   | Période   | Identité              | Étiquette | Qualité                                                                   |
| --------- | --------- | --------------------- | --------- | ------------------------------------------------------------------------- |
| 1944      | mars 1971 | Émile Genêt           |           |                                                                           |
| mars 1971 | mai 1971  | Pierre Gremet         |           |                                                                           |
| mai 1971  | mars 1977 | Luc Pautrat           |           |                                                                           |
| mars 1977 | mars 1989 | Simone Goussard       | UDF       | Assistante sociale Conseillère générale du canton de Toucy (1982 → 1999)  |
| mars 1989 | mars 2001 | Hugues Cremaschi      |           | Professeur de français Vice-président de la CC du Toucycois (2001 → 2008) |
| mars 2001 | mars 2008 | Serge Breuillé        | DVG       | Retraité de l'enseignement                                                |
| mars 2008 | En cours  | Michel Kotovtchikhine | DVD       | Retraité Réélu pour le mandat 2020-2026                                   |

### Jumelages
- Kusel (Allemagne) en Rhénanie-Palatinat depuis 1972.

## Population et société

### Démographie
Le premier chiffre qui nous renseigne sur la population de Toucy remonte à 1713, soit 474 feux (environ 1 500 habitants).

L'évolution du nombre d'habitants est connue à travers les recensements de la population effectués dans la commune depuis 1793. Pour les communes de moins de 10 000 habitants, une enquête de recensement portant sur toute la population est réalisée tous les cinq ans, les populations de référence des années intermédiaires étant quant à elles estimées par interpolation ou extrapolation. Pour la commune, le premier recensement exhaustif entrant dans le cadre du nouveau dispositif a été réalisé en 2008.

En 2022, la commune comptait 2 562 habitants, en évolution de −4,76 % par rapport à 2016 (Yonne : −1,95 %, France hors Mayotte : +2,11 %).
| 1793  | 1800  | 1806  | 1821  | 1831  | 1836  | 1841  | 1846  | 1851  |
| ----- | ----- | ----- | ----- | ----- | ----- | ----- | ----- | ----- |
| 1 889 | 2 077 | 1 894 | 2 598 | 2 682 | 2 728 | 2 791 | 2 784 | 2 975 |

| 1856  | 1861  | 1866  | 1872  | 1876  | 1881  | 1886  | 1891  | 1896  |
| ----- | ----- | ----- | ----- | ----- | ----- | ----- | ----- | ----- |
| 2 825 | 2 839 | 2 880 | 2 857 | 2 913 | 3 267 | 3 203 | 3 310 | 3 320 |

| 1901  | 1906  | 1911  | 1921  | 1926  | 1931  | 1936  | 1946  | 1954  |
| ----- | ----- | ----- | ----- | ----- | ----- | ----- | ----- | ----- |
| 3 369 | 3 253 | 3 106 | 2 633 | 2 660 | 2 565 | 2 566 | 2 405 | 2 393 |

| 1962  | 1968  | 1975  | 1982  | 1990  | 1999  | 2006  | 2008  | 2013  |
| ----- | ----- | ----- | ----- | ----- | ----- | ----- | ----- | ----- |
| 2 417 | 2 505 | 2 584 | 2 665 | 2 590 | 2 602 | 2 669 | 2 675 | 2 726 |

| 2018  | 2022  | - | - | - | - | - | - | - |
| ----- | ----- | - | - | - | - | - | - | - |
| 2 633 | 2 562 | - | - | - | - | - | - | - |

### Logement

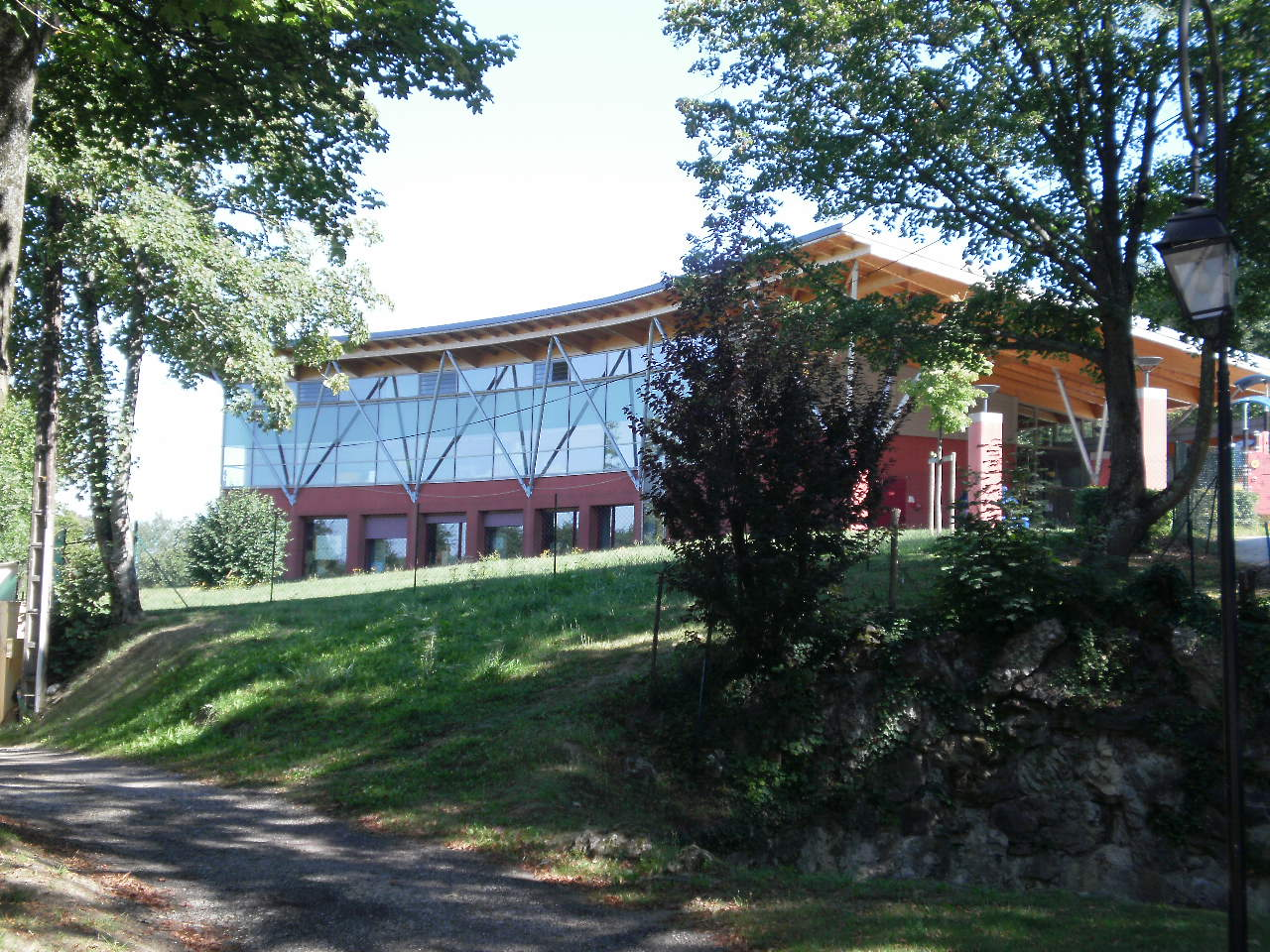
École maternelle.

|                        | 1968 | 1975 | 1982 | 1990 | 1999 | 2009 |
| ---------------------- | ---- | ---- | ---- | ---- | ---- | ---- |
| Résidences principales | 832  | 896  | 1012 | 1037 | 1138 | 1253 |
| Résidences secondaires | 106  | 145  | 146  | 174  | 117  | 91   |
| Logements vacants      | 81   | 146  | 110  | 94   | 106  | 152  |

### Enseignement
- Écoles maternelle et élémentaire Hollier-Larousse
- Cité scolaire Pierre-Larousse (collège et lycée, classes post-baccalauréat).
- Maison Familiale et rurale (enseignement agricole).
- École de Musique, de Danse et de Théâtre de Puisaye-Forterre (Conservatoire à rayonnement intercommunal)
- Université pour tous de Puisaye-Forterre.

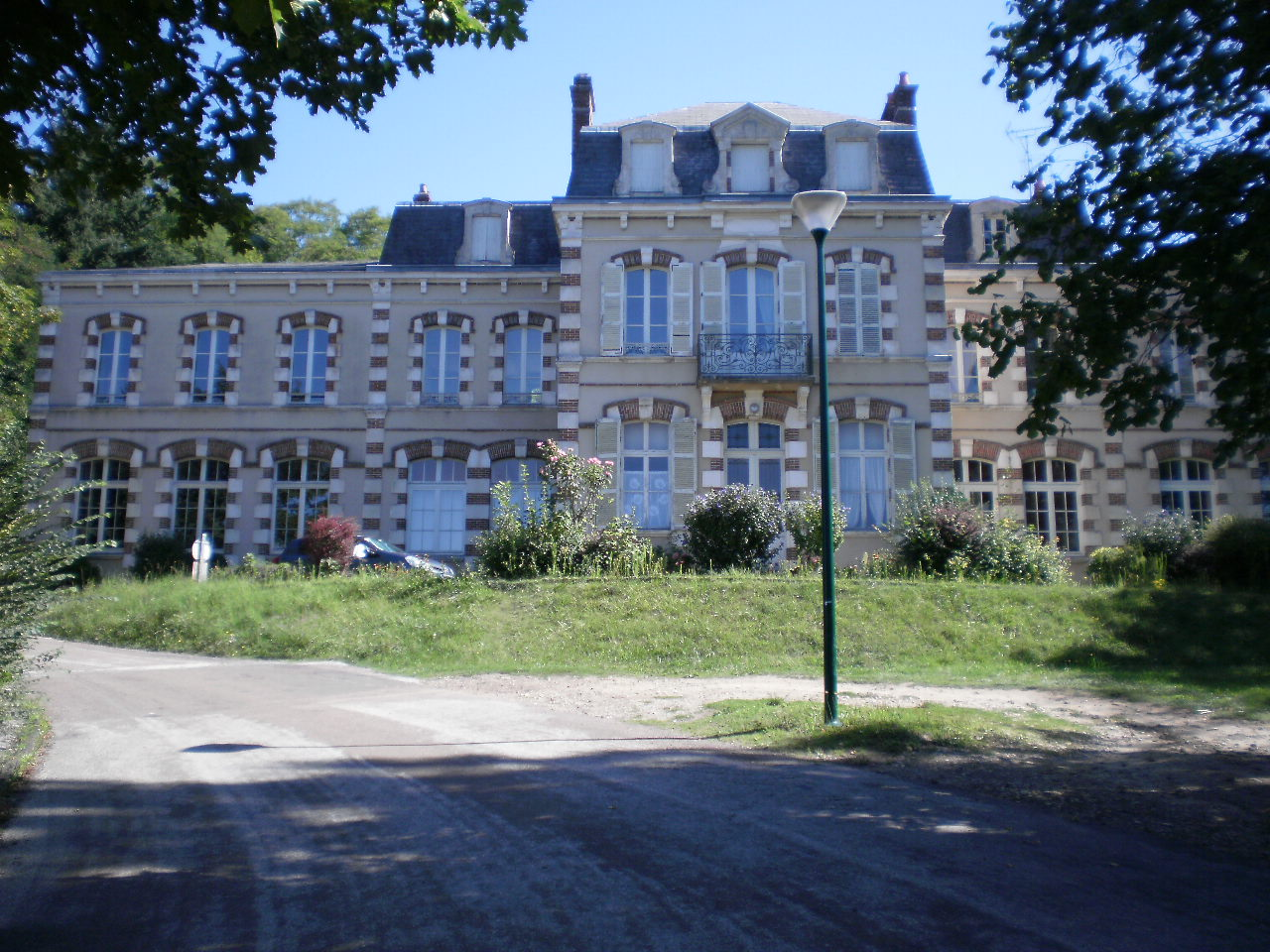
École primaire Pierre-Larousse.
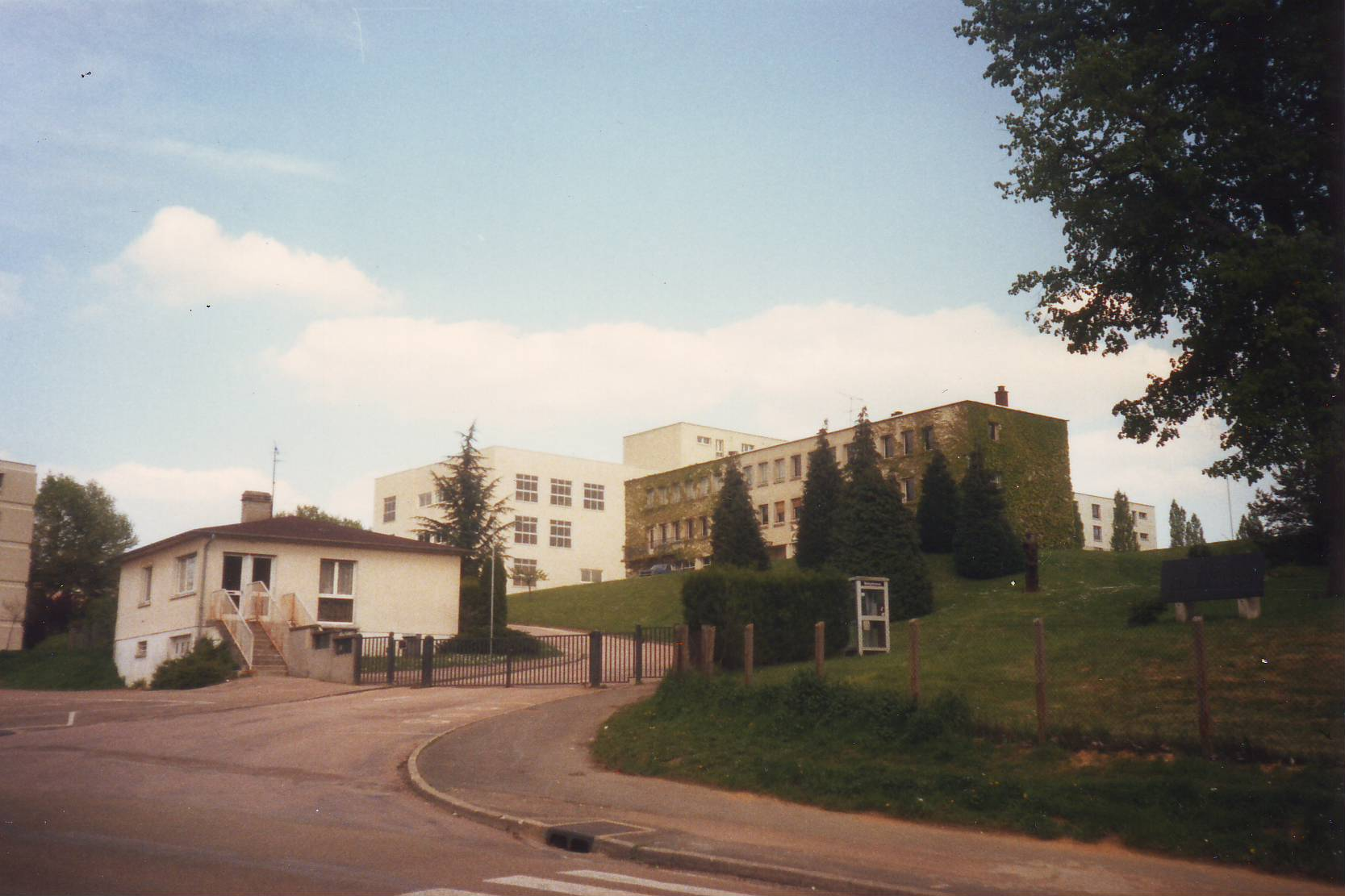
Cité scolaire Pierre-Larousse

### Santé
- Centre communal d'action sociale
- Maison de retraite et foyer-logement[48]
- Centre d'accueil psychiatrique[49]

### Sports
L'UST (union sportive toucycoise), fondée en 1947, est forte de plus de 1 000 licenciés regroupés en quatorze sections.
Certains clubs sportifs toucycois s'illustrent au niveau régional comme les sections football et handball, voire au niveau national comme le vélo-club toucycois, classé 32e meilleure équipe amateur de France. Le dimanche 28 mars 1977, Toucy fut l'hôte du Critérium national cycliste couru en circuit sur une distance totale de 236,900 km ; l'épreuve a été remportée par Jean Chassang en 6 h 5 min 59 s devant le Normand Raymond Delisle et le Vendéen Roland Berland.

## Économie
La ville de Toucy accueille près de deux cents entreprises commerciales, artisanales et industrielles très diversifiées. Deux vastes zones industrielles et artisanales et un hôtel d'entreprises, géré par la CCI Yonne, facilitent leur installation.
En août 2010, malgré la crise, la société Elite distribution, spécialiste de la fabrication de plateau-repas a confirmé son intention de s'installer au cours de l'année 2012 à Toucy avec la création d'une cinquantaine d'emplois à la clé,.
La Plaine de Briant doit accueillir prochainement une nouvelle zone industrielle, un projet en plein secteur archéologique qui n'a pas fini de faire débat si l'on tient compte des surcoûts induits par des fouilles de sauvetage.
Le marché hebdomadaire du samedi bénéficie d'une réputation qui dépasse les limites du département par son dynamisme et la diversité de ses exposants. Ses origines sont attestées dès le XIIIe siècle. Les jours de foire, le marché aux volailles attire de nombreux curieux. Le marché de Toucy a obtenu en 2009 le label « saveurs et savoir-faire de Bourgogne ».
Depuis quelques années, l'offre touristique s'est diversifiée et le centre historique a été mis en valeur pour mieux accueillir les visiteurs tant français qu'étrangers.

### Emploi
La répartition de la population active ayant un emploi se découpait ainsi lors des recensements de 1999 et 2009
| Catégorie socioprofessionnelle                    | Nombre d'actifs | Nombre d'actifs |
| Catégorie socioprofessionnelle                    | 1999            | 2009            |
| ------------------------------------------------- | --------------- | --------------- |
| Agriculteurs exploitants                          | 28              | 24              |
| Artisans, commerçants, chefs d'entreprise         | 116             | 112             |
| Cadres et professions intellectuelles supérieures | 68              | 64              |
| Professions intermédiaires                        | 156             | 247             |
| Employés                                          | 292             | 336             |
| Ouvriers                                          | 368             | 327             |
| Retraités                                         | 688             | 780             |
| Chômeurs et sans activité professionnelle         | 396             | 335             |
| Ensemble                                          | 2112            | 2225            |

## Culture locale et patrimoine
- Ville fleurie : deux fleurs.

### Lieux et monuments

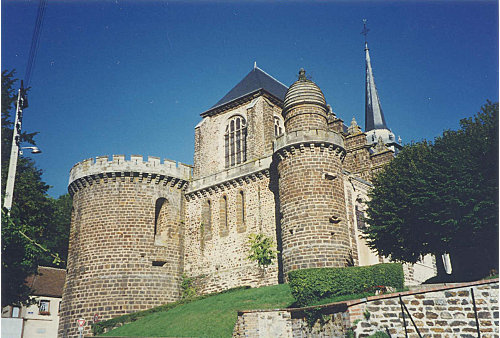
Église Saint-Pierre.

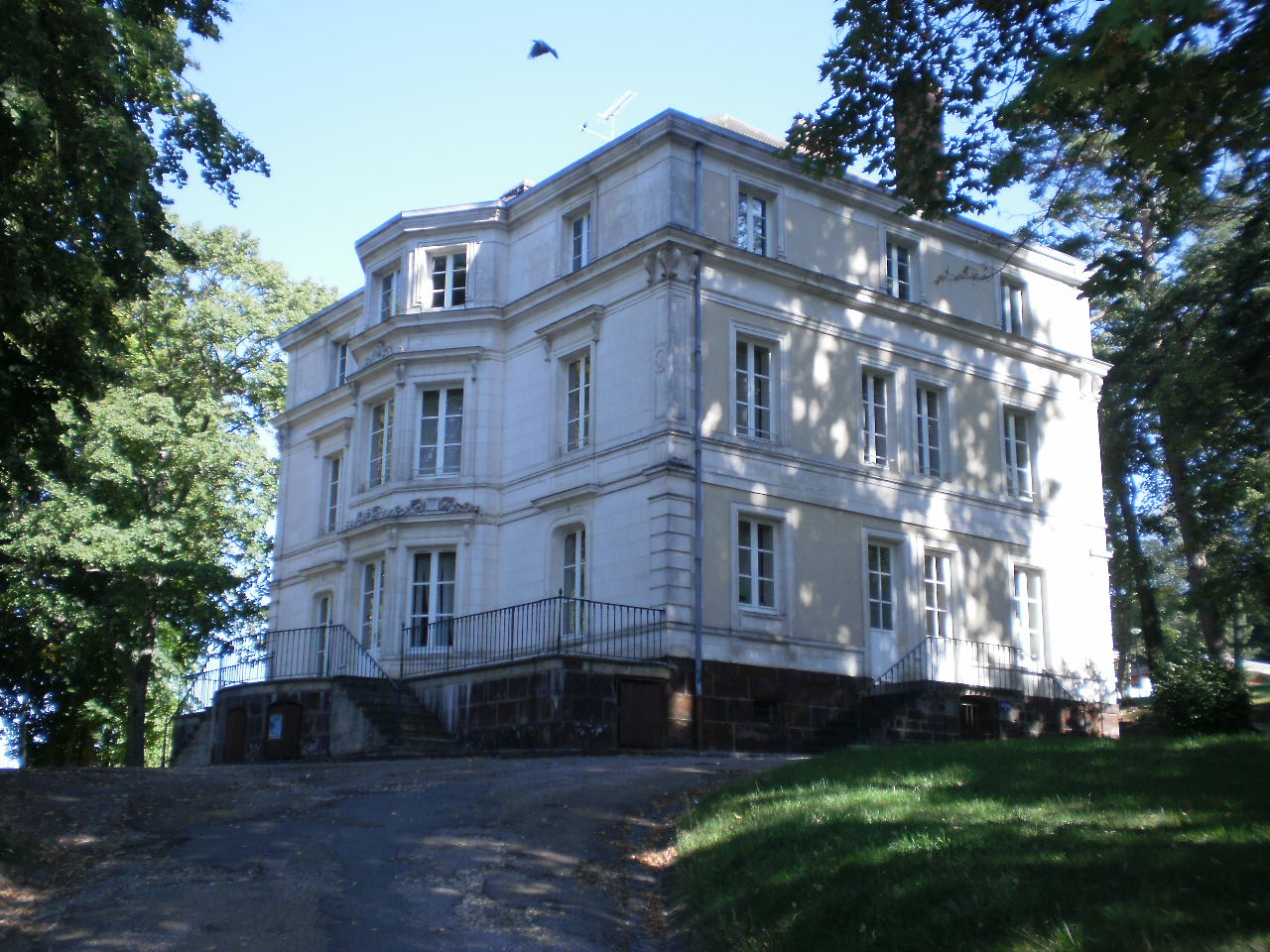
La Glaudonnerie : bibliothèque municipale.

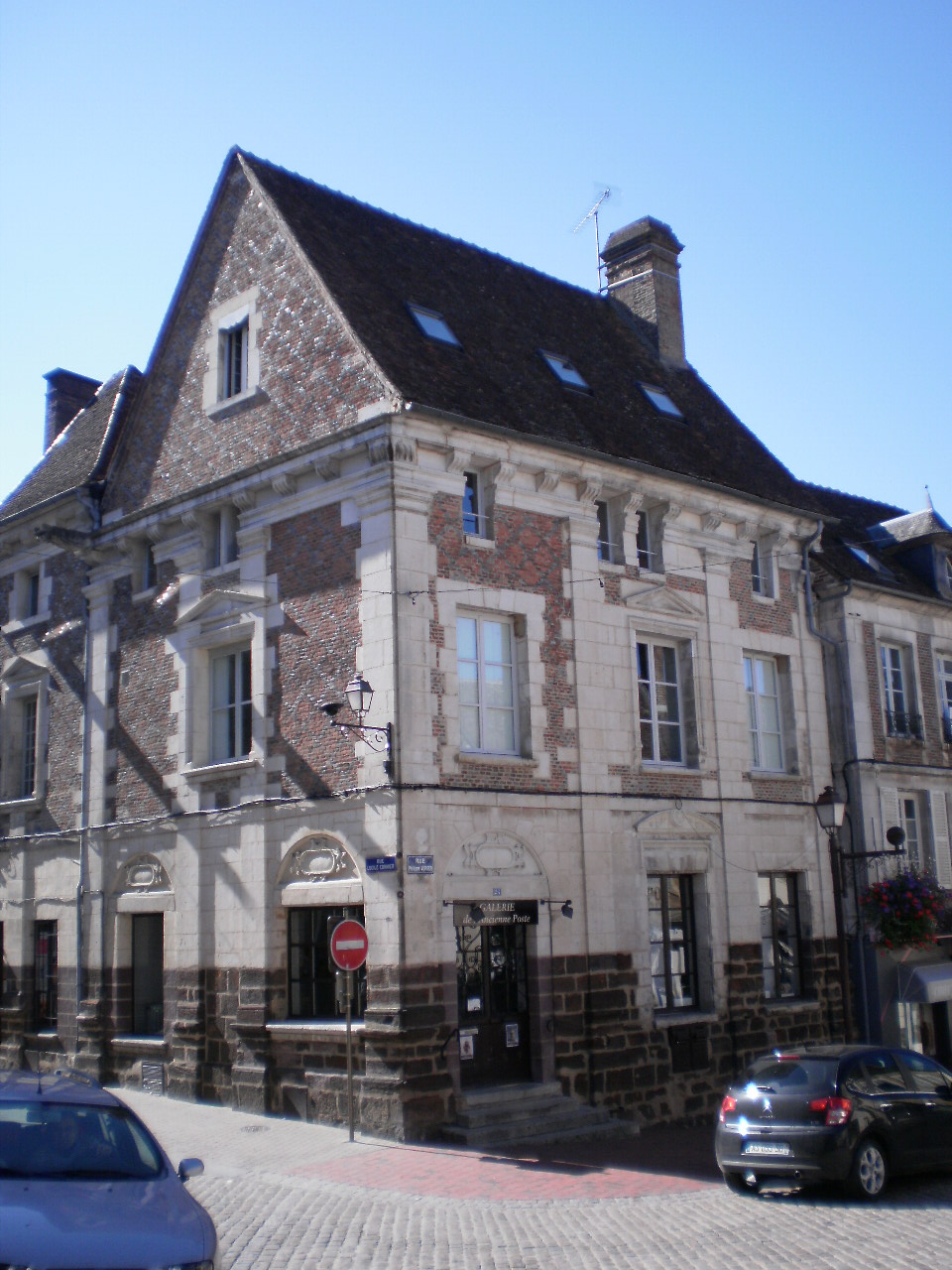
Galerie de l'ancienne poste.

- Église Saint-Pierre ( Inscrit MH (1926)[54]) : église des XIIe – XVIe siècles construite sur les anciennes fortifications dont les restes sont également inscrits comme monument historique[54], dont il reste deux tours d'angle appelées "Tour des Évêques" au nord et "Tour Saint-Michel" à l'ouest, ainsi que des courtines restaurées au XIXe siècle. Les grandes orgues datent du XVIe siècle. Le clocher incendié par la foudre le 25 janvier 1878 a été reconstruit, un dôme de style oriental a été ajouté  à la tour Saint-Michel et des créneaux en pierre de Volvic bleue ont été construits. De l'ancienne église romane du XIIe siècle, il subsiste la "chapelle des Seigneurs" également appelée "chapelle du Saint-Sacrement", adossée à l'actuelle église. La nef date du XVIe siècle (1538) et s'appuie sur les remparts du XIe siècle. Son style Renaissance s'appuie sur le Nombre d'Or. Les bas-côtés se terminent par deux autels Renaissance florentine avec de remarquables statues. Le chevet, fortement remanié, date de 1890. Il s'ouvre sur trois vitraux. Celui du centre représente saint Pierre[55]

Église Saint-Pierre
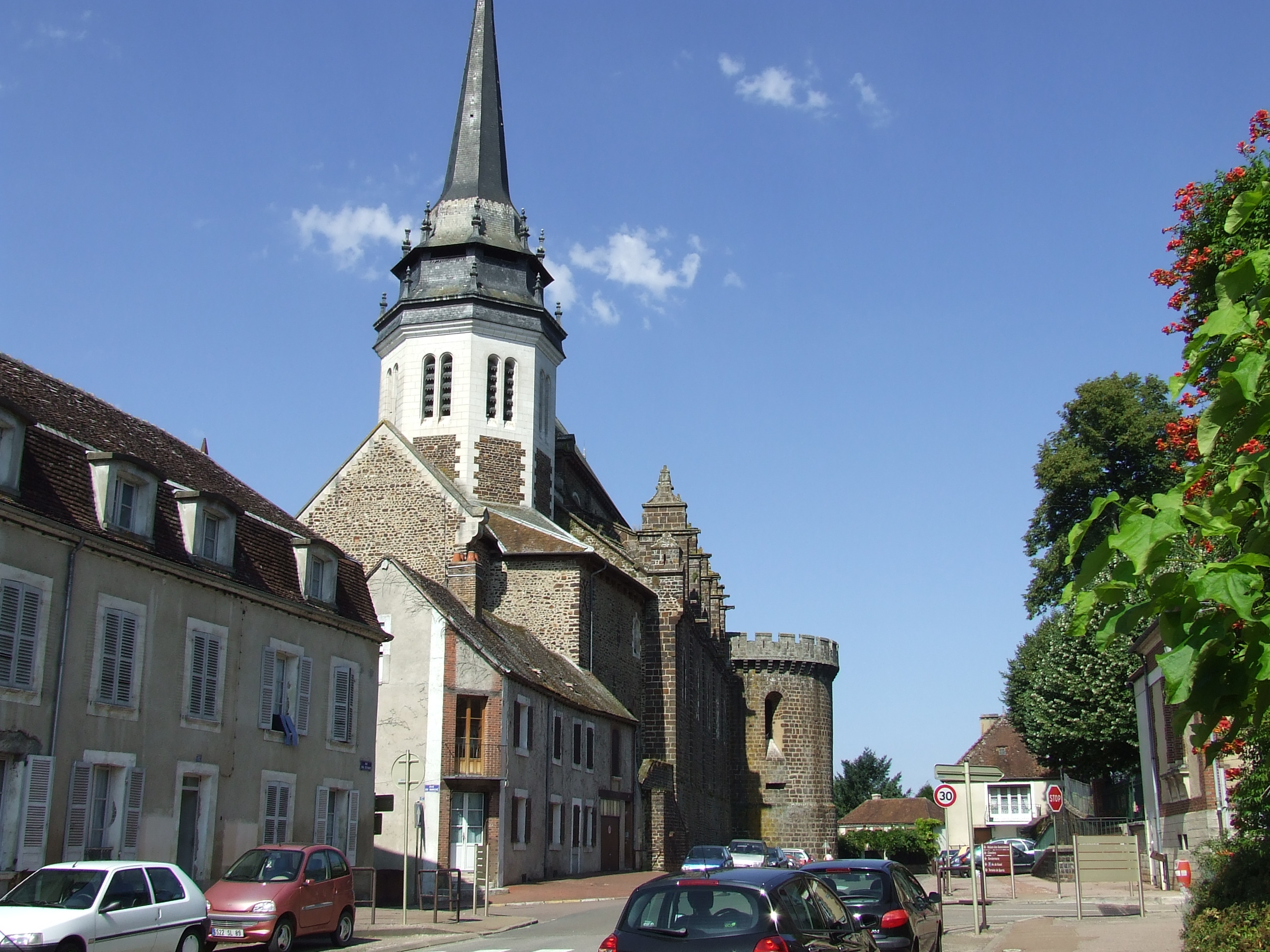
Église Saint-Pierre.
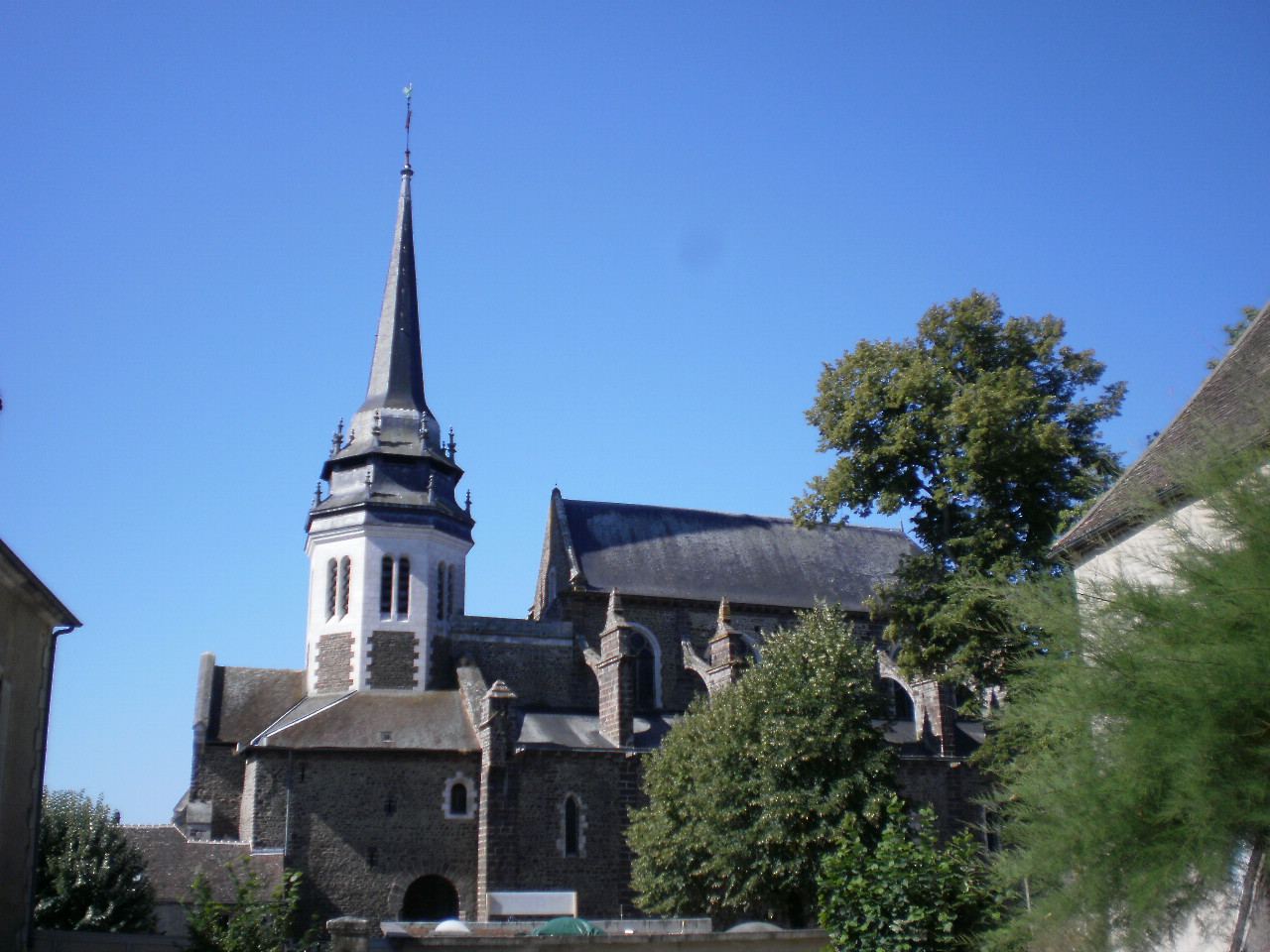
Clocher et chœur de l'église.
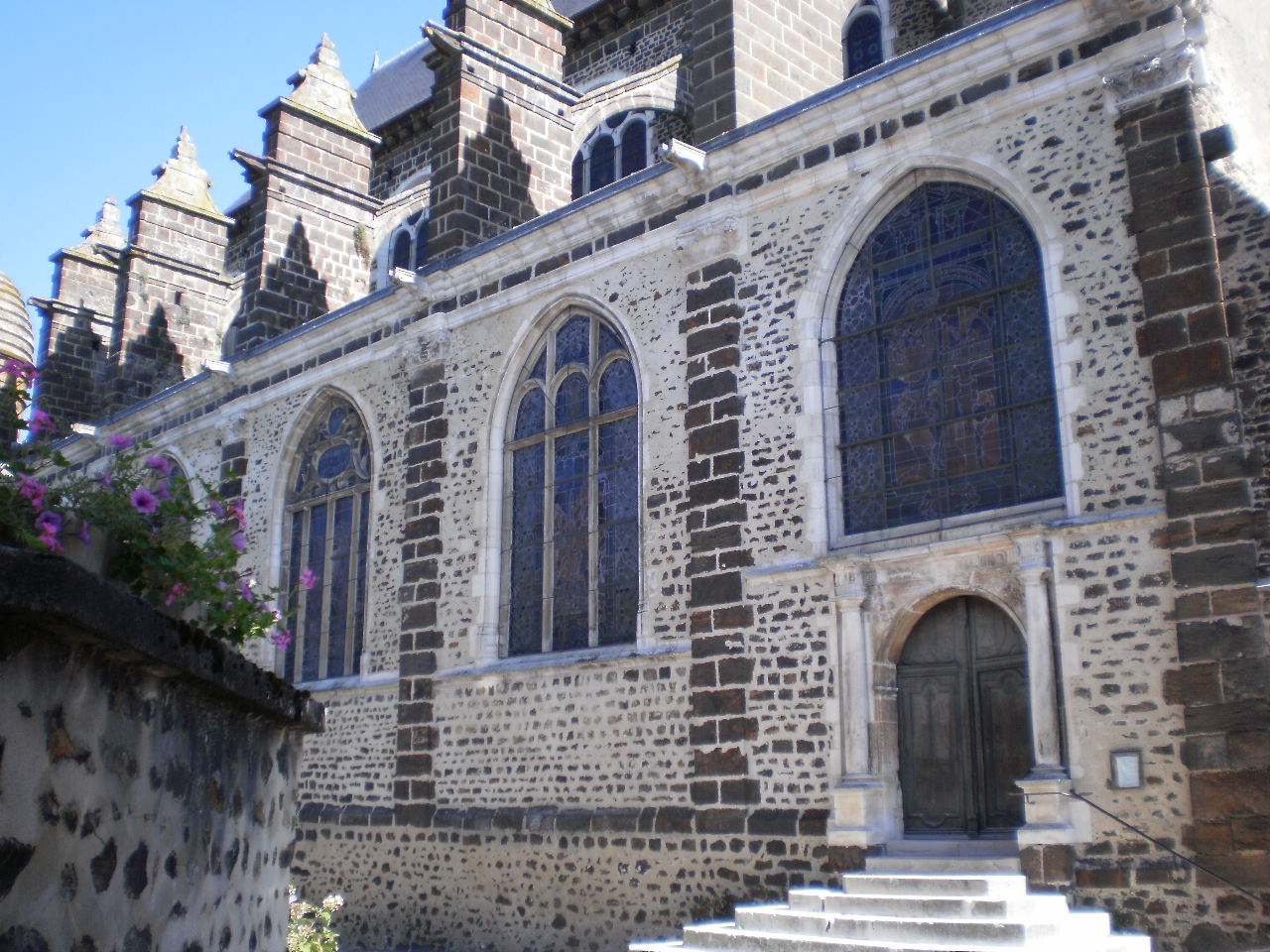
Portail de l'église.
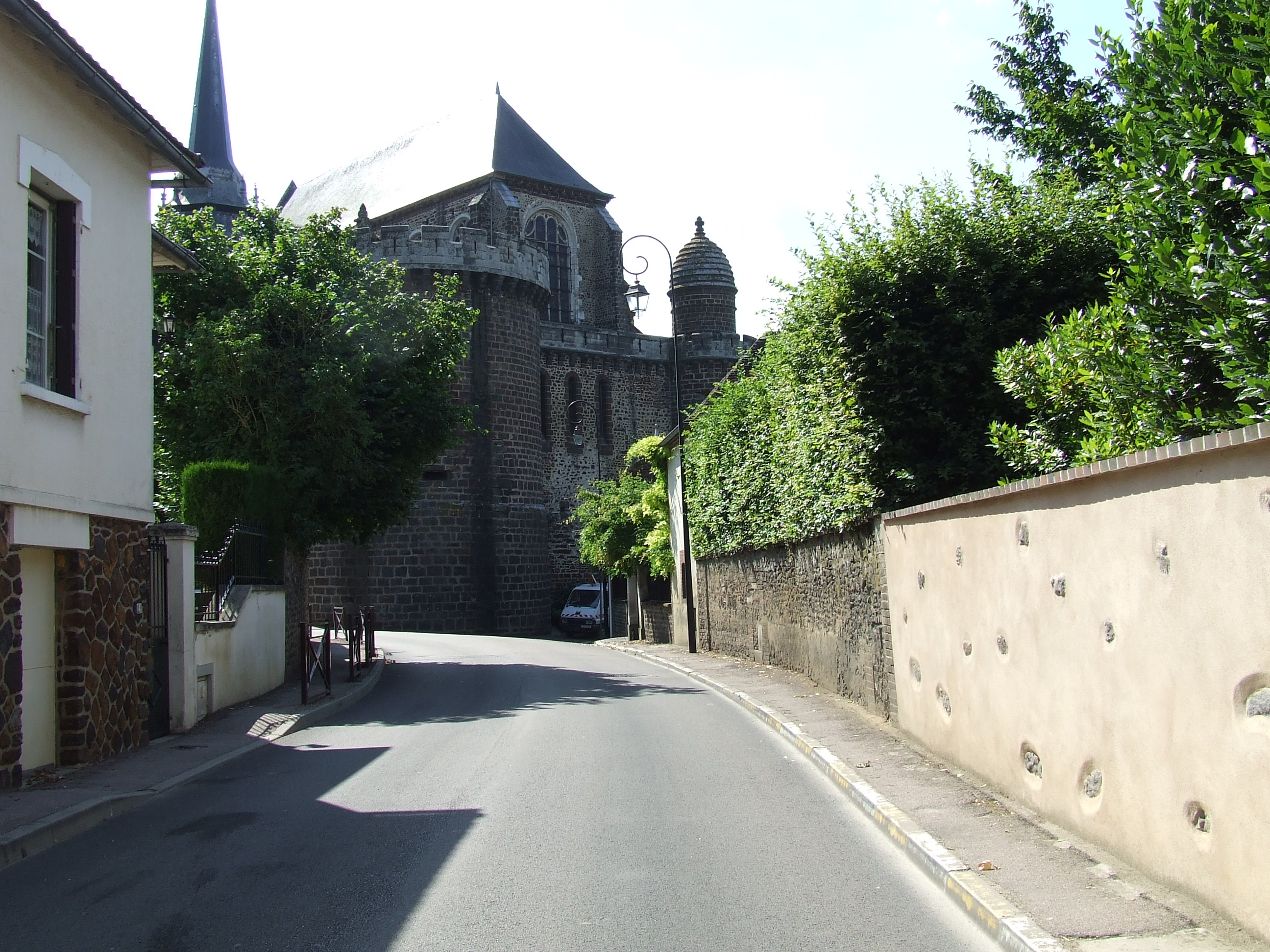
Chevet de l'église.
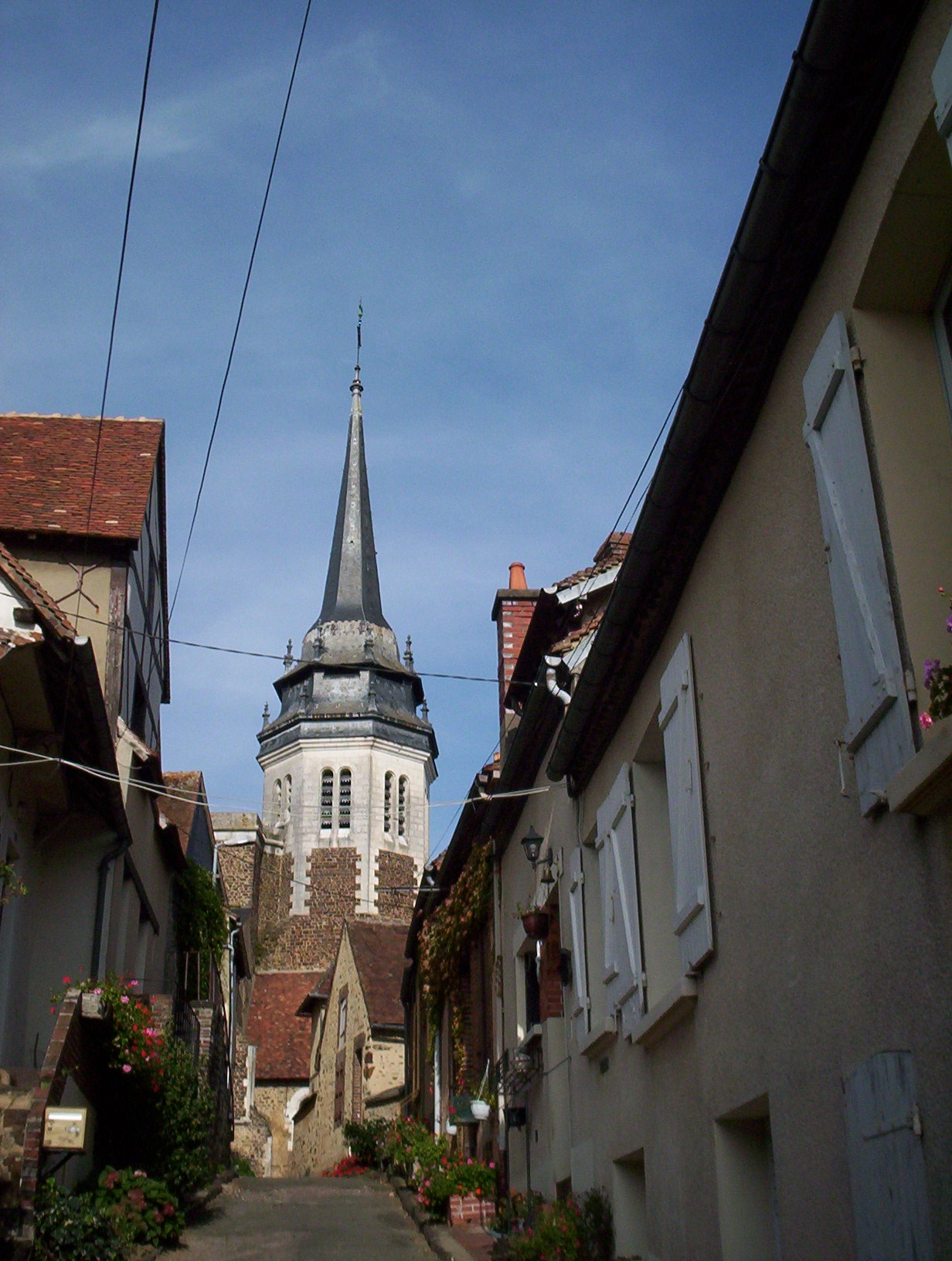
Clocher de l'église.
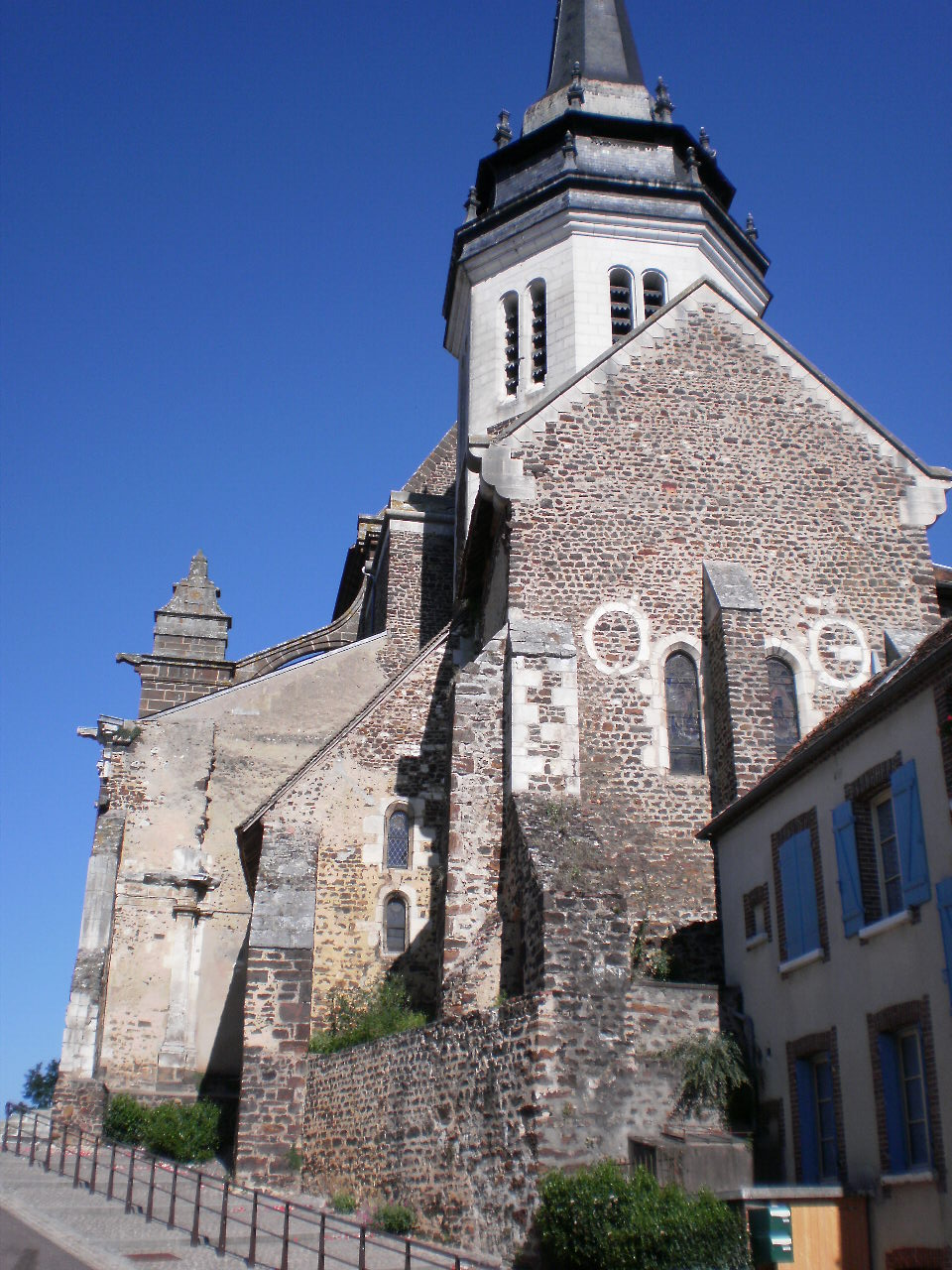
Chapelle des Seigneurs.

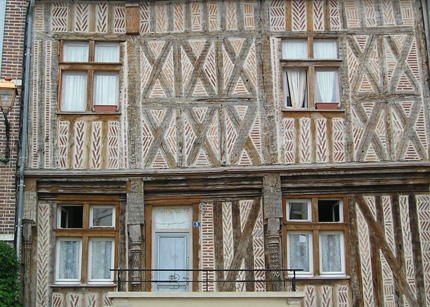
Maisons à colombages.

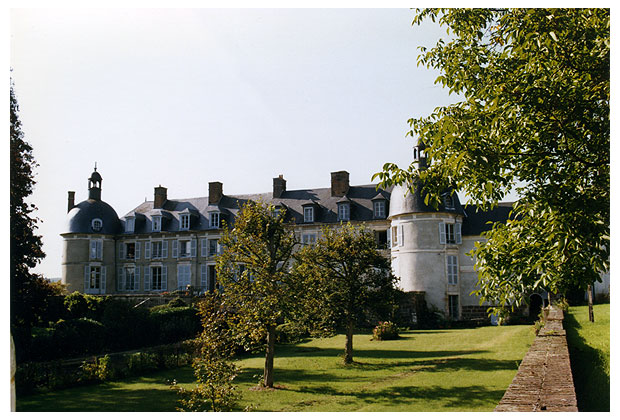
Château du Miton

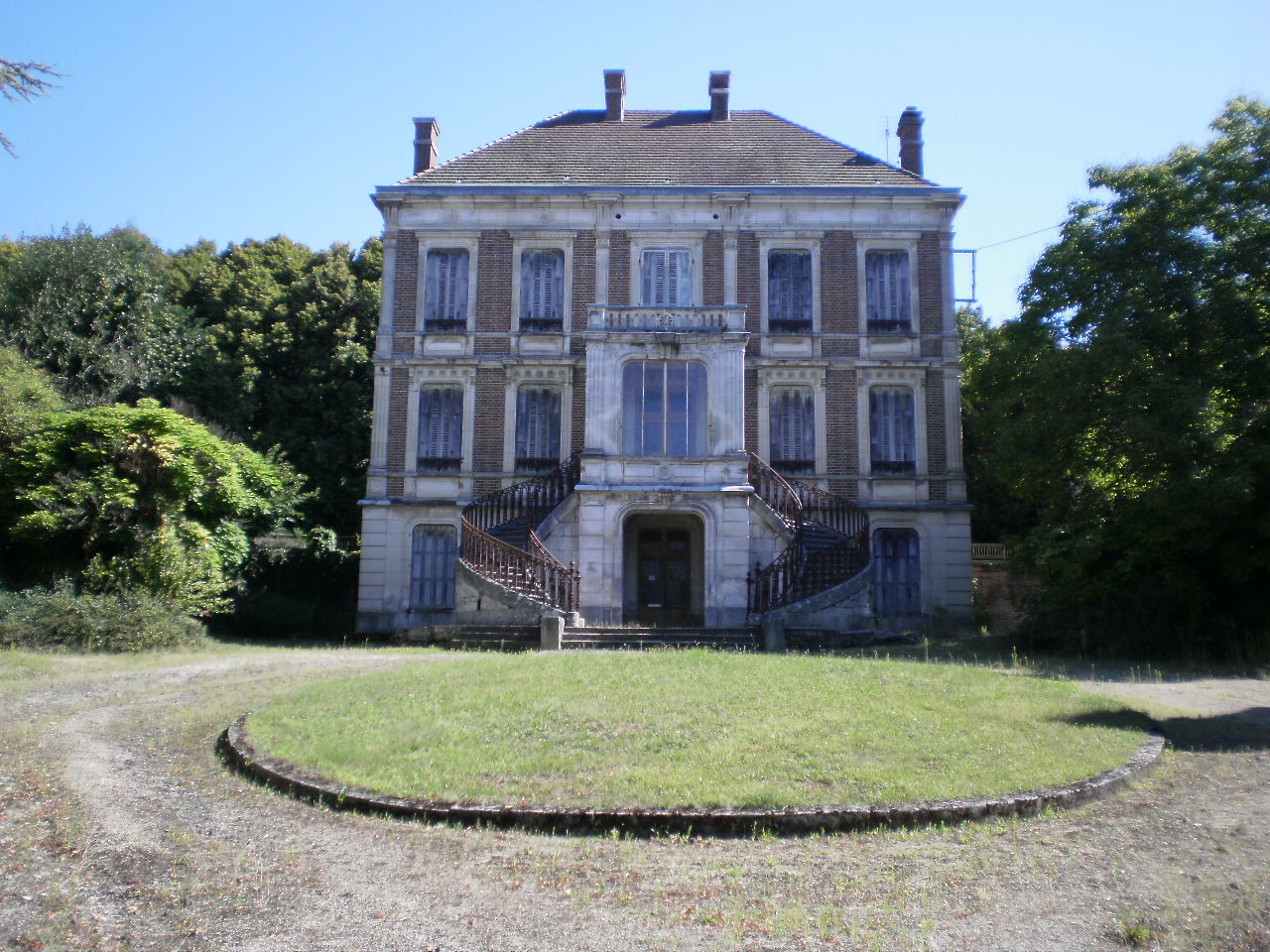
La villa des Pins

- Tour de la Magdeleine : c'est le site de l'ancienne motte de Toucy au sommet de laquelle s'élevait autrefois un donjon.
- Vestiges des murailles du château des seigneurs de Toucy (XIIe siècle), place de la République et rue de l'Ecce Homo. Au sommet se trouve une terrasse où autrefois se dressaient le Petit Châtel et la collégiale encerclés par la rue du Chapitre dont le nom évoque encore les chanoines qui en avaient la charge. Cette collégiale du XIIIe siècle a été vendue comme bien national en 1793.
- Maisons à colombages rue Lucile-Cormier, rue du Marché, rue Neuve et place de l'Hôtel-de-Ville. Décor sculpté.
- Ancienne mairie rue Lucile-Cormier reconvertie en centre de recherches sur le "vieux Toucy" : construction typique de la Puisaye qui associe la pierre de fer, la brique et l'ocre.
- Maison natale de Pierre Larousse, boulevard Pierre-Larousse et buste-fontaine dédié à l'illustre toucycois, place de la République.
- Atelier Bernasse : musée conservant des véhicules et des cycles du début du XXe siècle aux années 1960 sur le site restauré de l'ancienne usine de cycles Bernasse.
- Galerie de l'ancienne poste (hôtel particulier du XVIIe siècle dénommé « La Maison Carrée ») : soubassement en pierre de fer, cartouches, gargouilles sur le pignon. Elle est désormais consacrée à l'art céramique.
- Château du Miton ou de la "Motte-Miton" du XVIIIe siècle : corps de logis d'environ 40 mètres de long avec deux courtes ailes en retour d'équerre et deux tours sur la façade arrière. Le colombier est toujours visible. Le jardin est inscrit comme patrimoine culturel[56].

On distingue encore les assises du XVIe siècle. Le château abrite le presbytère catholique de l'ensemble paroissial Toucy - Pourrain - Leugny - Ouanne - Étais-la-Sauvin - Thury

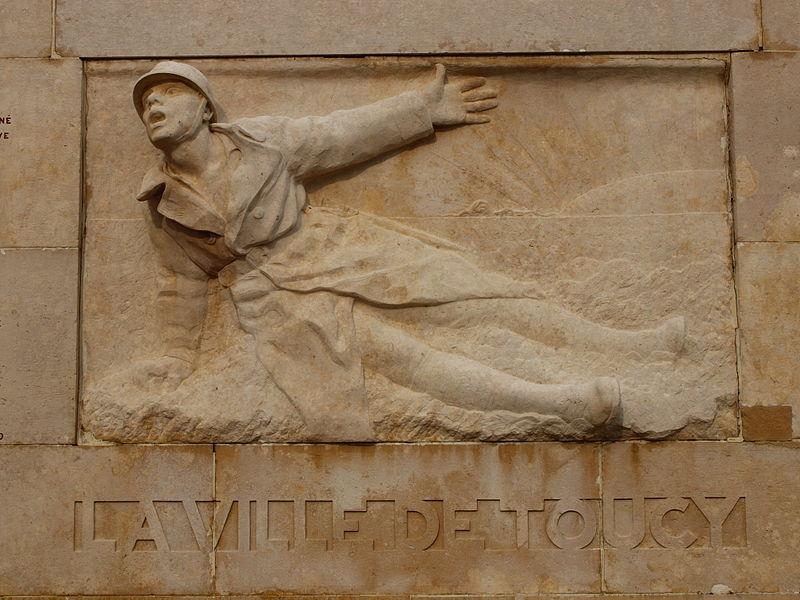
Le Soldat mourant victorieux du sculpteur Emile Guillaume (1867-1954)

Monument aux morts 1914-1918 : Œuvre du sculpteur statuaire Emile Oscar Guillaume (1867-1954).
Hôtel de ville de style néo-classique du milieu du XIXe siècle.Ancienne Caisse d'Epargne : maison de style "Eugénie".Belles maisons bourgeoises du début du XXe siècle boulevard Pierre-Larousse, notamment la Villa des pins et la Villa Moderne.
- Train touristique de Puisaye-Forterre, ou Transpoyaudin, et musée de la vie ferroviaire à la gare de Toucy : au début du XXe siècle on dénombre pas moins de quatre gares sur le territoire communal : Toucy-ville etToucy-le haut sur la ligne du tacot, Toucy-ville et Toucy-Moulins sur les lignes Auxerre-Gien et Triguères-Clamecy.

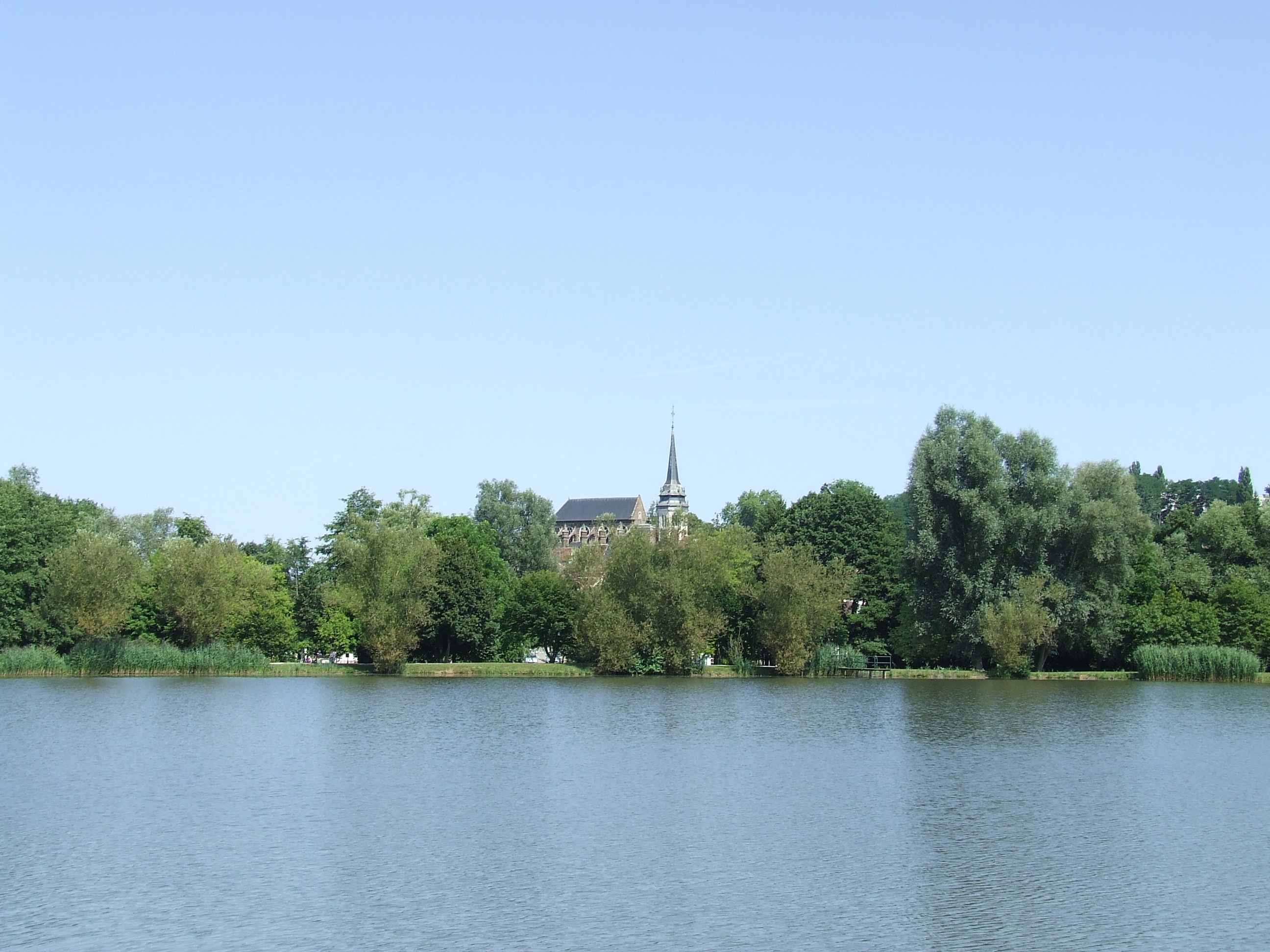
Base de loisirs : l'étang.

Le train touristique de Puisaye-Forterre relie Villiers-Saint-Benoit au four à poterie de Moutiers-la-Bâtisse (près de Moutiers-en-Puisaye proche de Saint-Sauveur) en passant par Toucy, sur l'ancienne ligne SNCF déclassée. Il partage sa ligne avec le plus long cyclorail de France qui circule entre Villiers-Saint-Benoit et Charny.
- « Chemin du Tacot » qui emprunte l'ancienne ligne de chemin de fer départemental Joigny-Toucy, prisé des promeneurs amoureux de la nature.
- Base de loisirs à proximité de l'étang et de l'Ouanne (piscine, terrains de tennis, boulodrome, camping municipal).

Base de loisirs et l'Ouanne
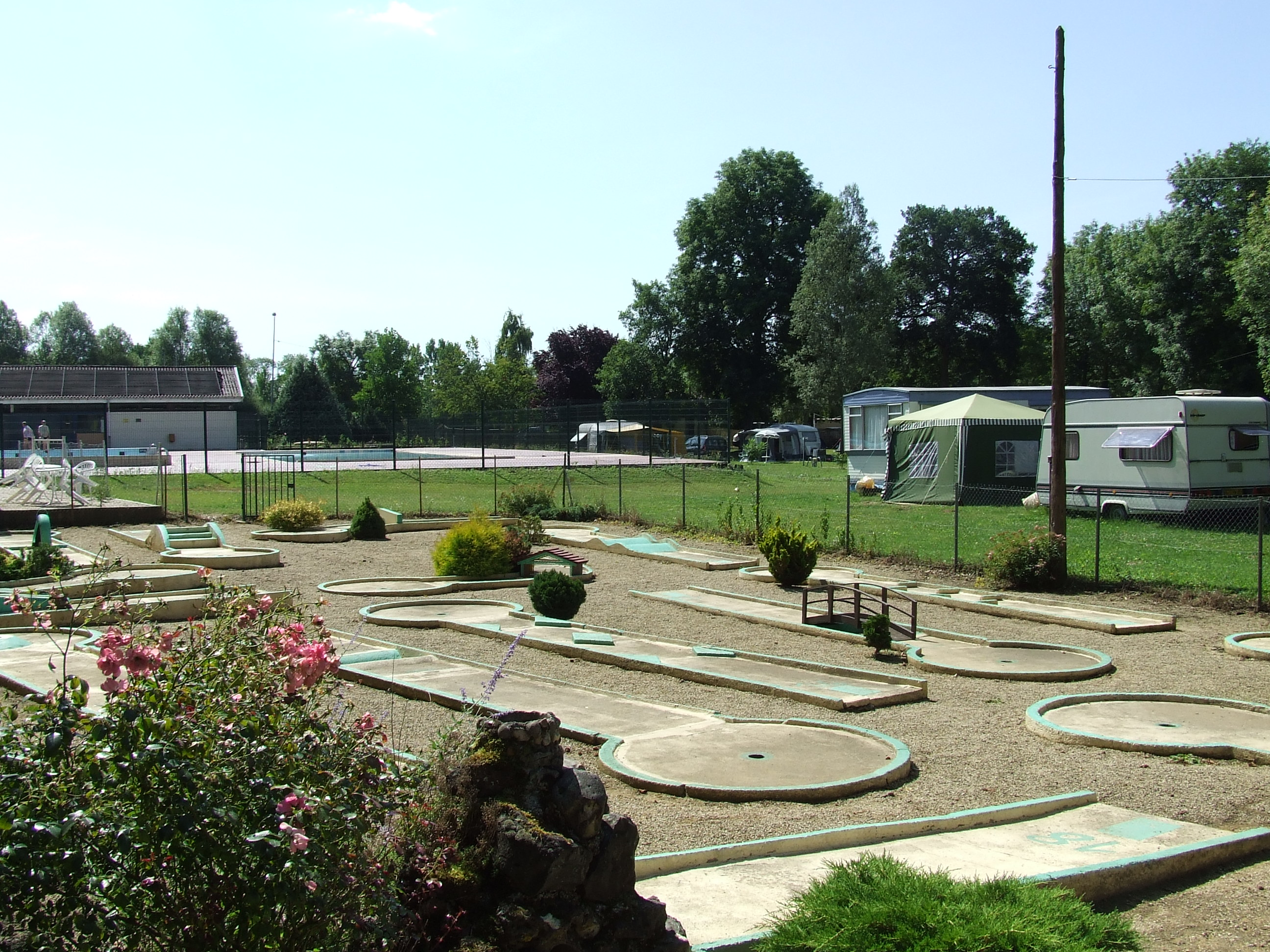
Base de loisirs.
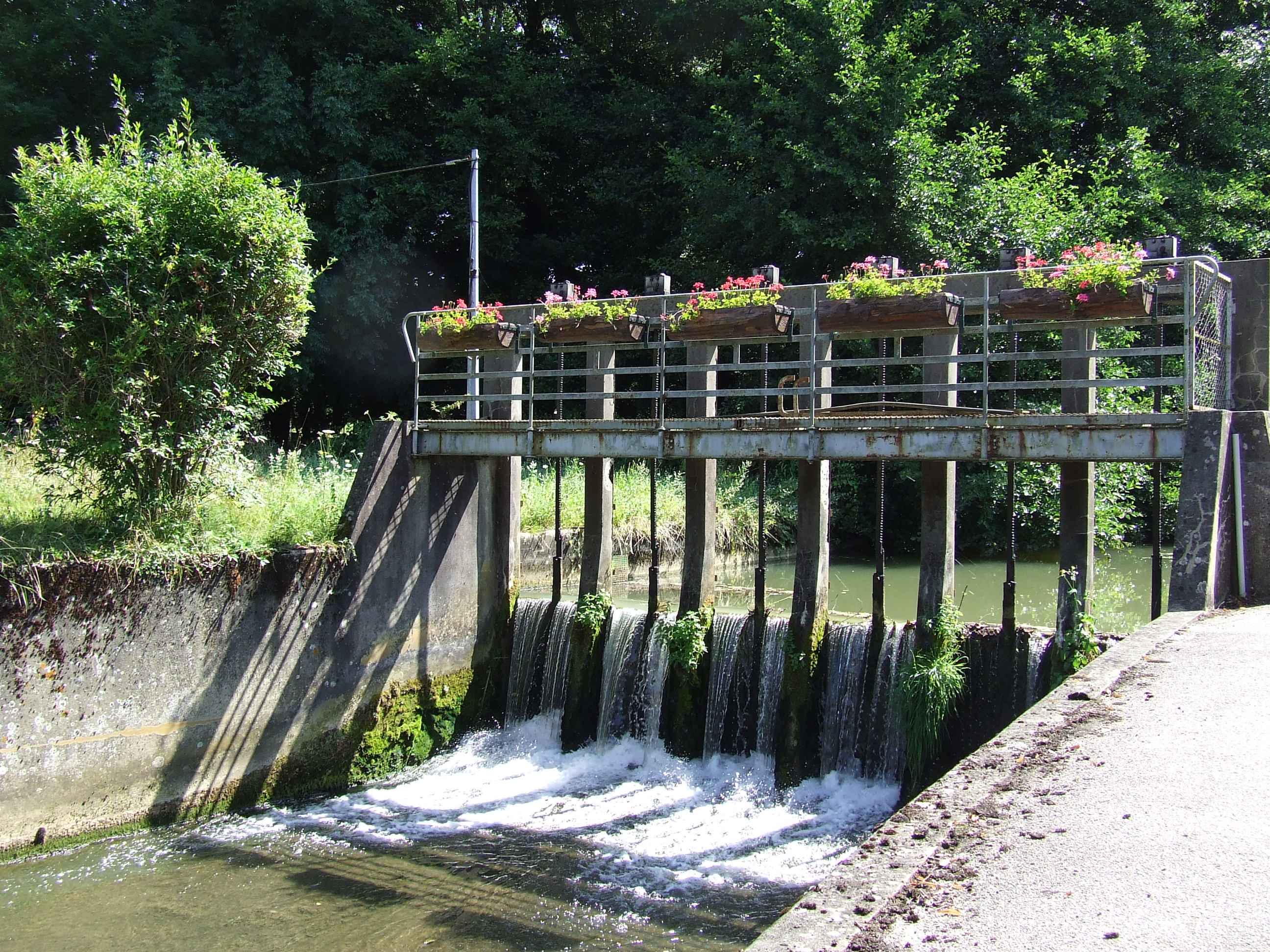
Écluse sur l'Ouanne.
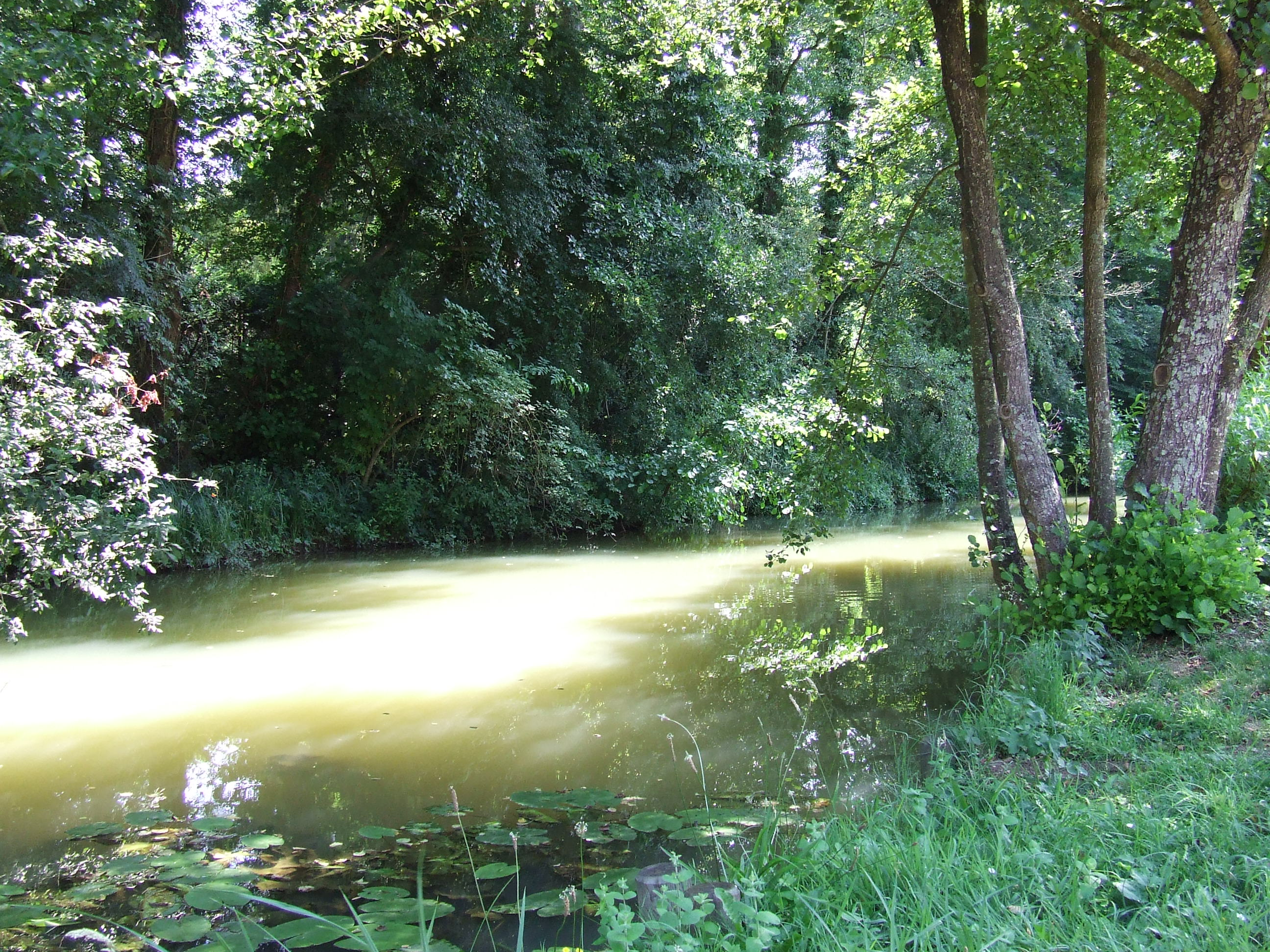
L'Ouanne à Toucy.

Le train à Toucy (train touristique)
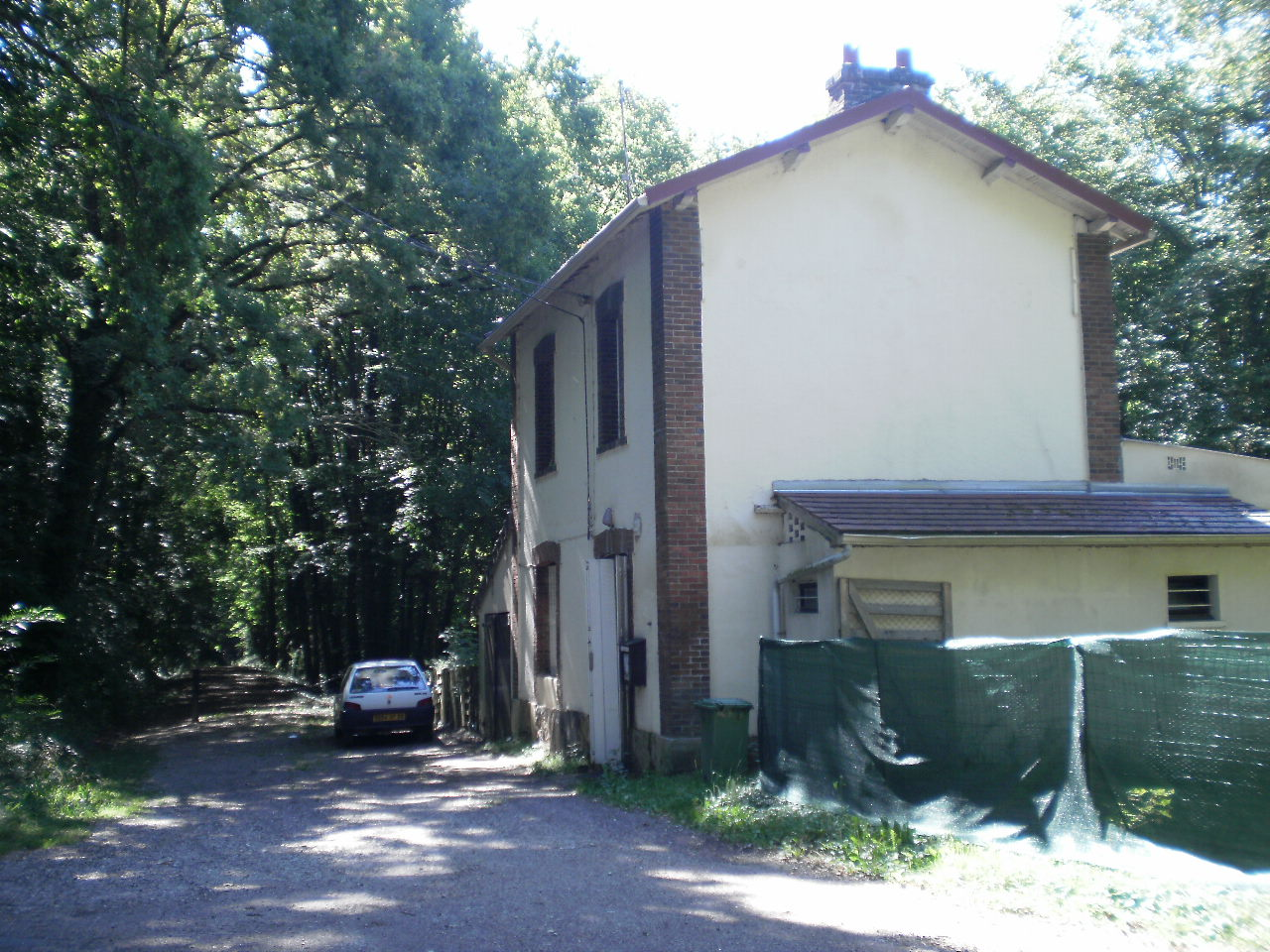
Ancienne gare de "Toucy le haut".
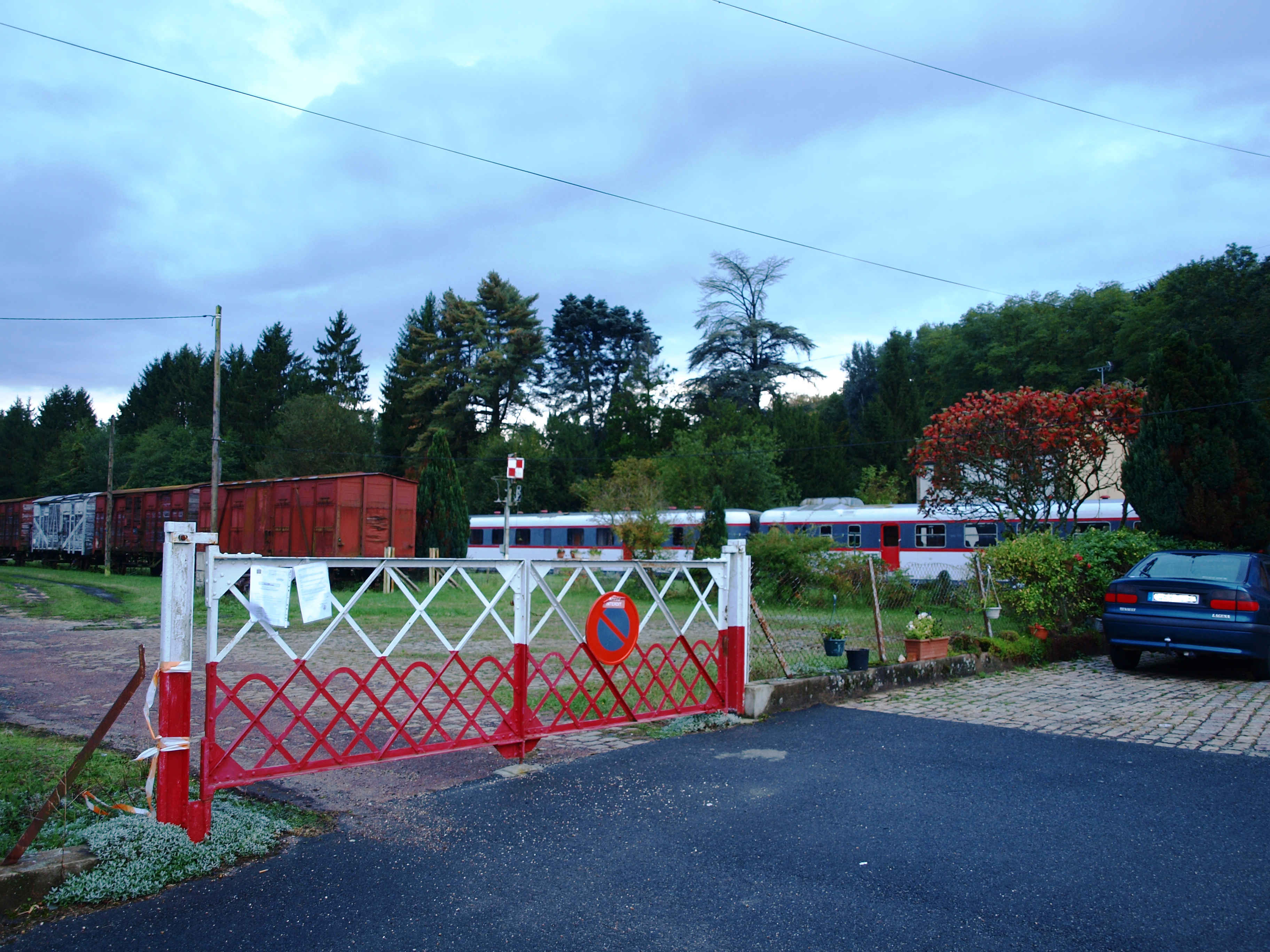
Gare de Toucy-Ville (train touristique).
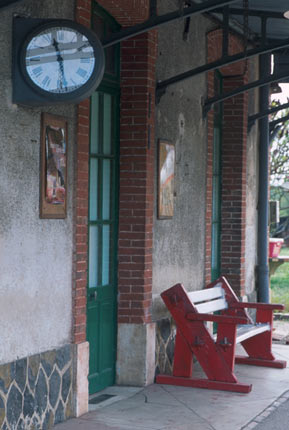
Détail du quai de la gare.

Rues et places de Toucy
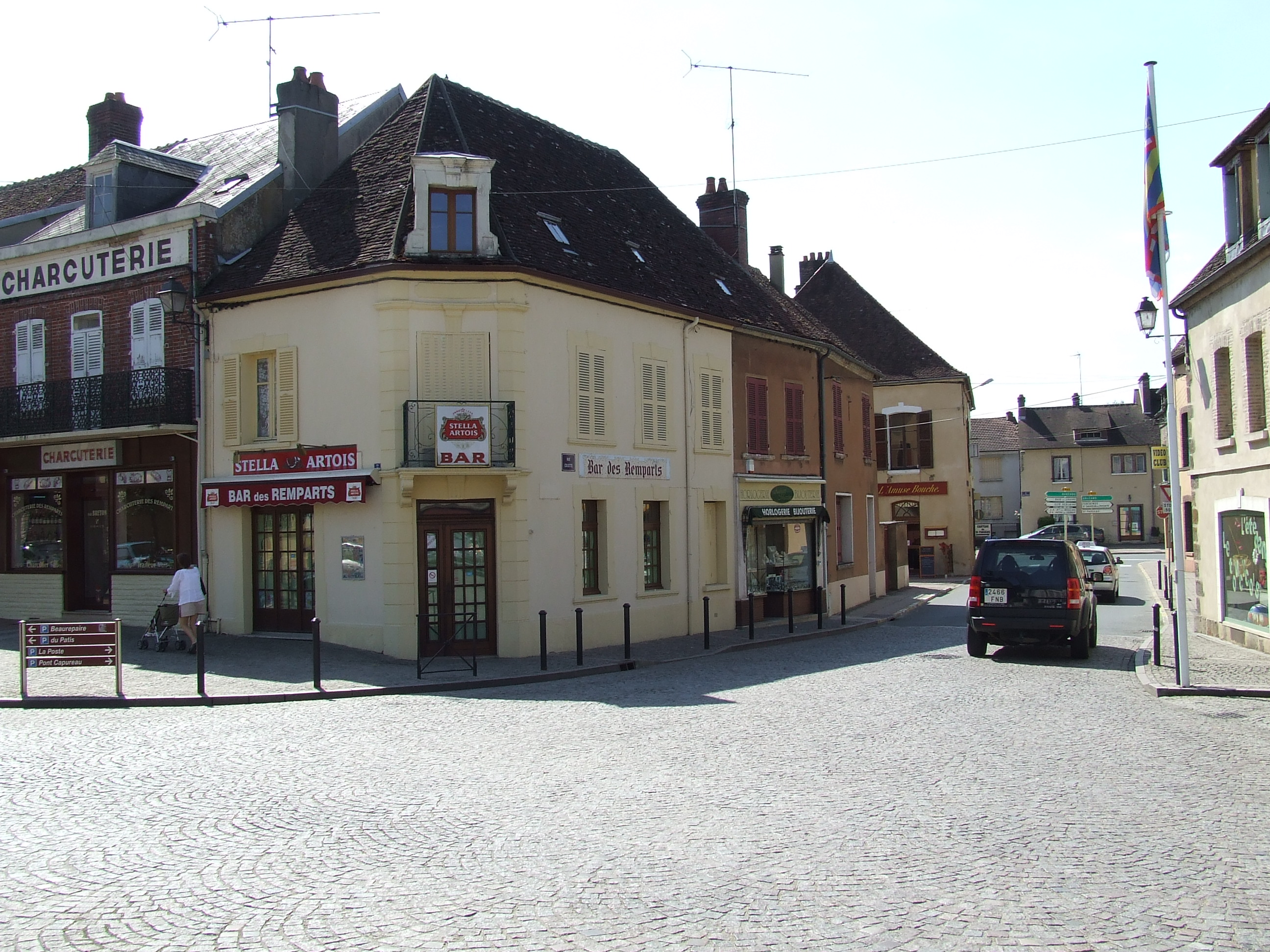
Rue Colette.
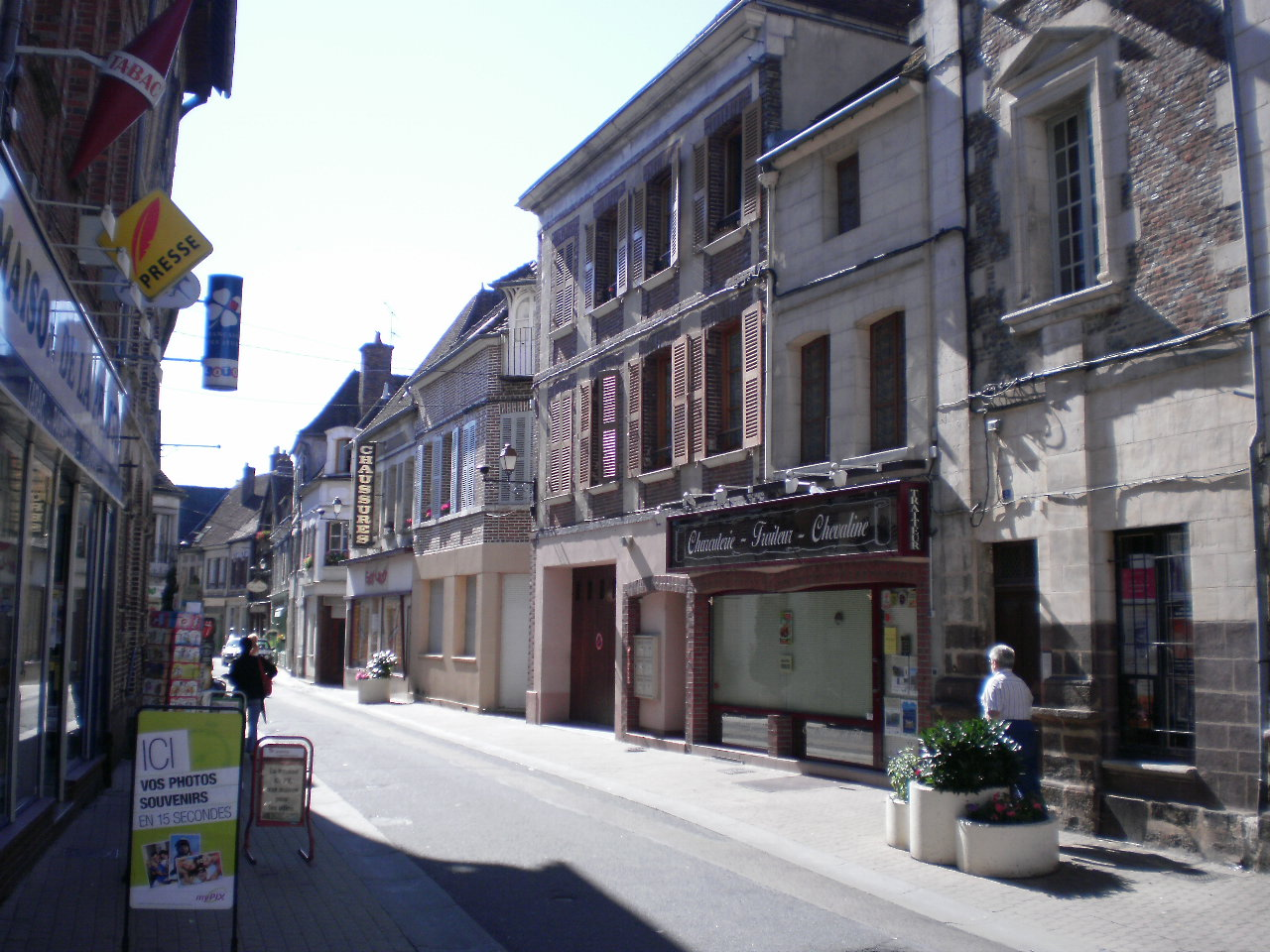
Rue Lucile-Cormier.
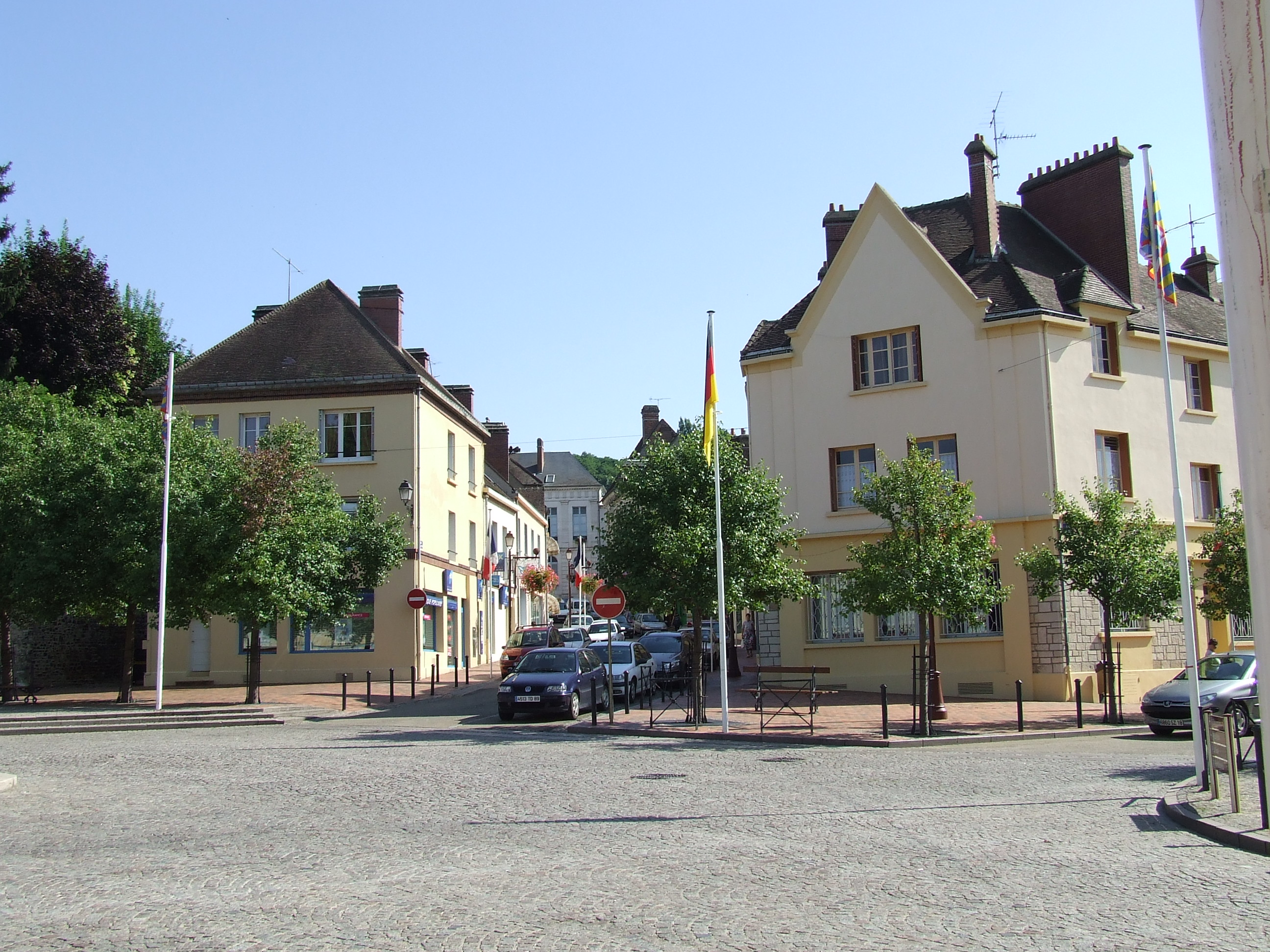
Rue Philippe-Verger.
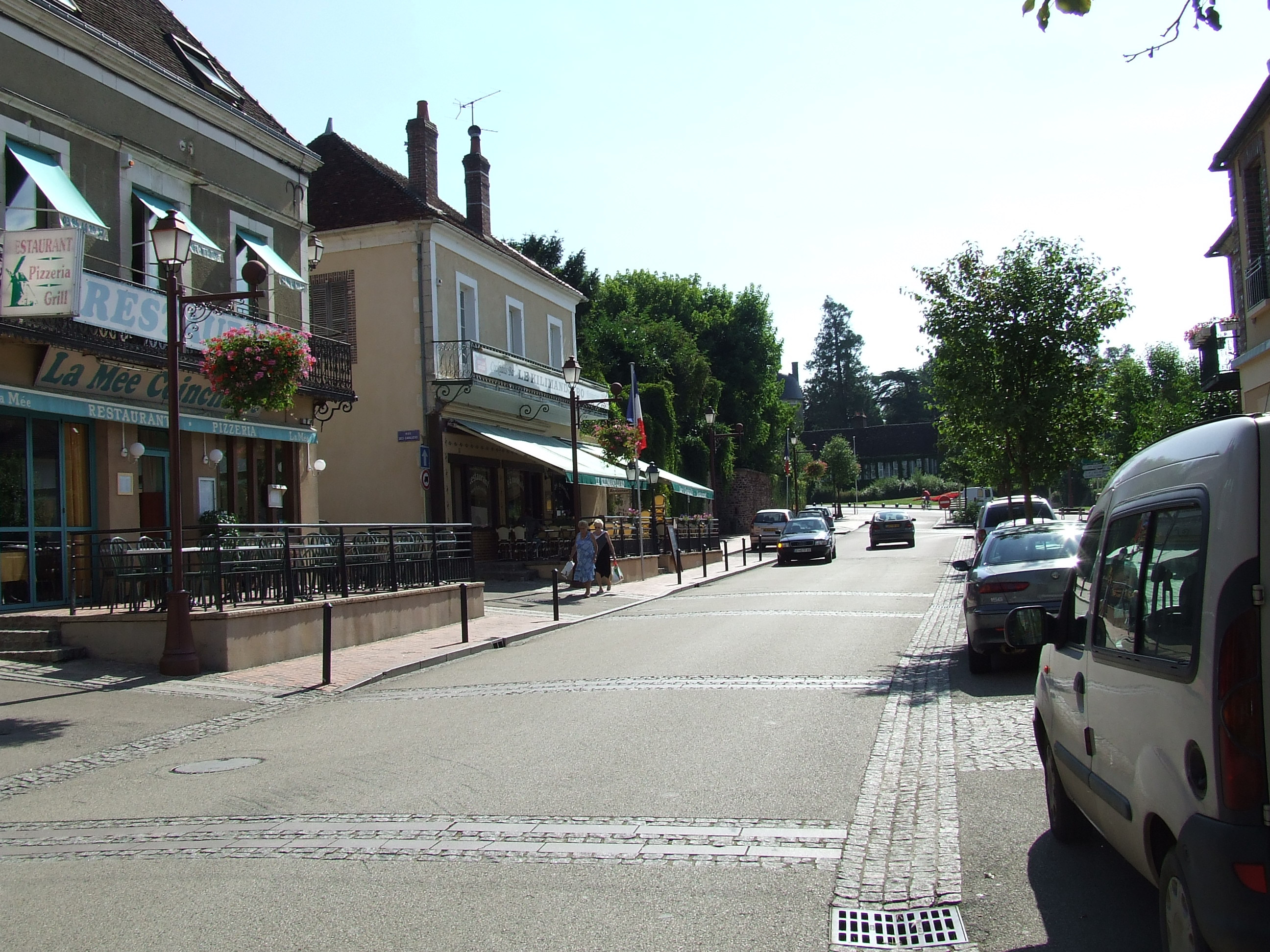
Rue Paul-Bert.
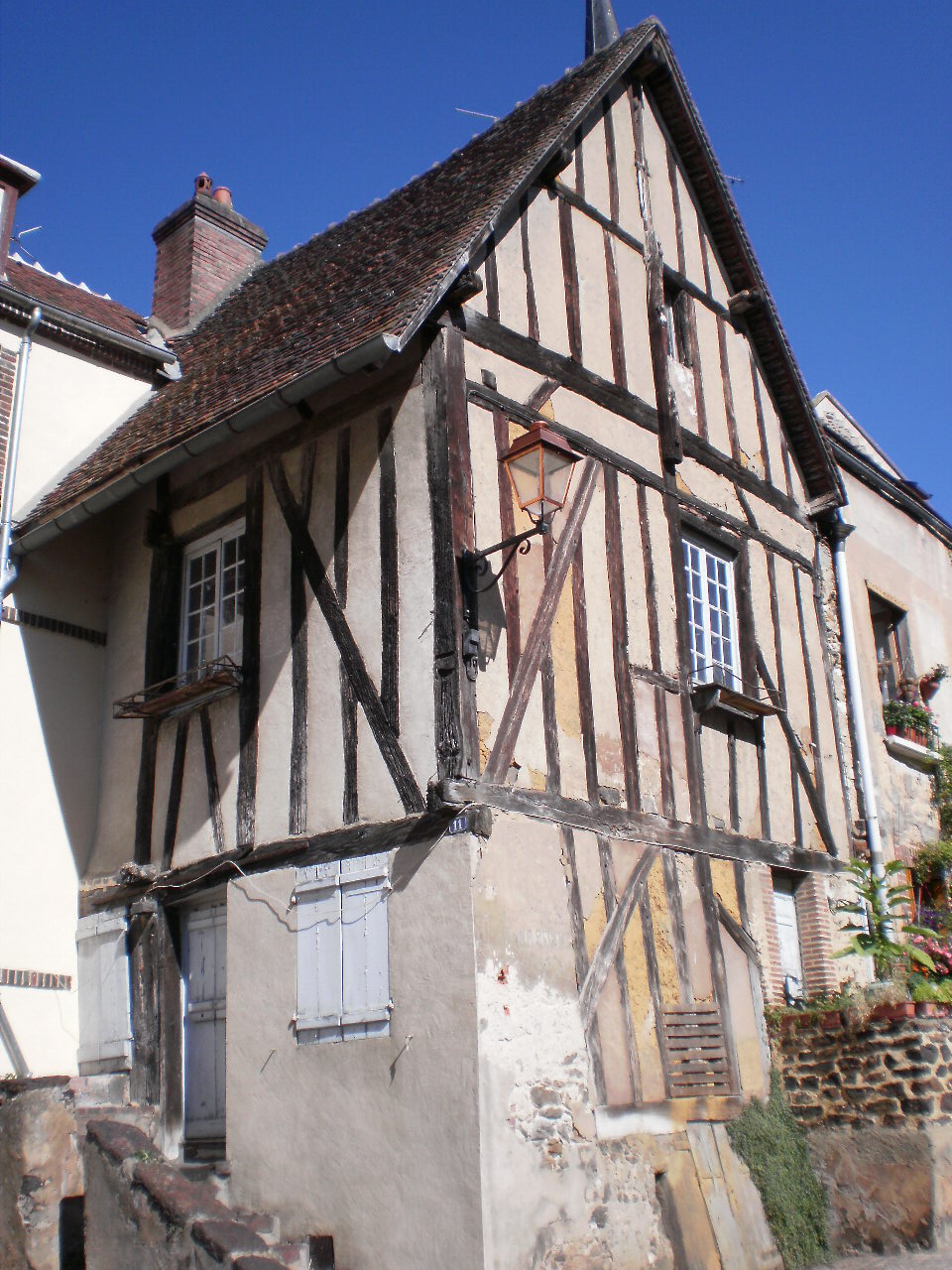
Maison à colombages

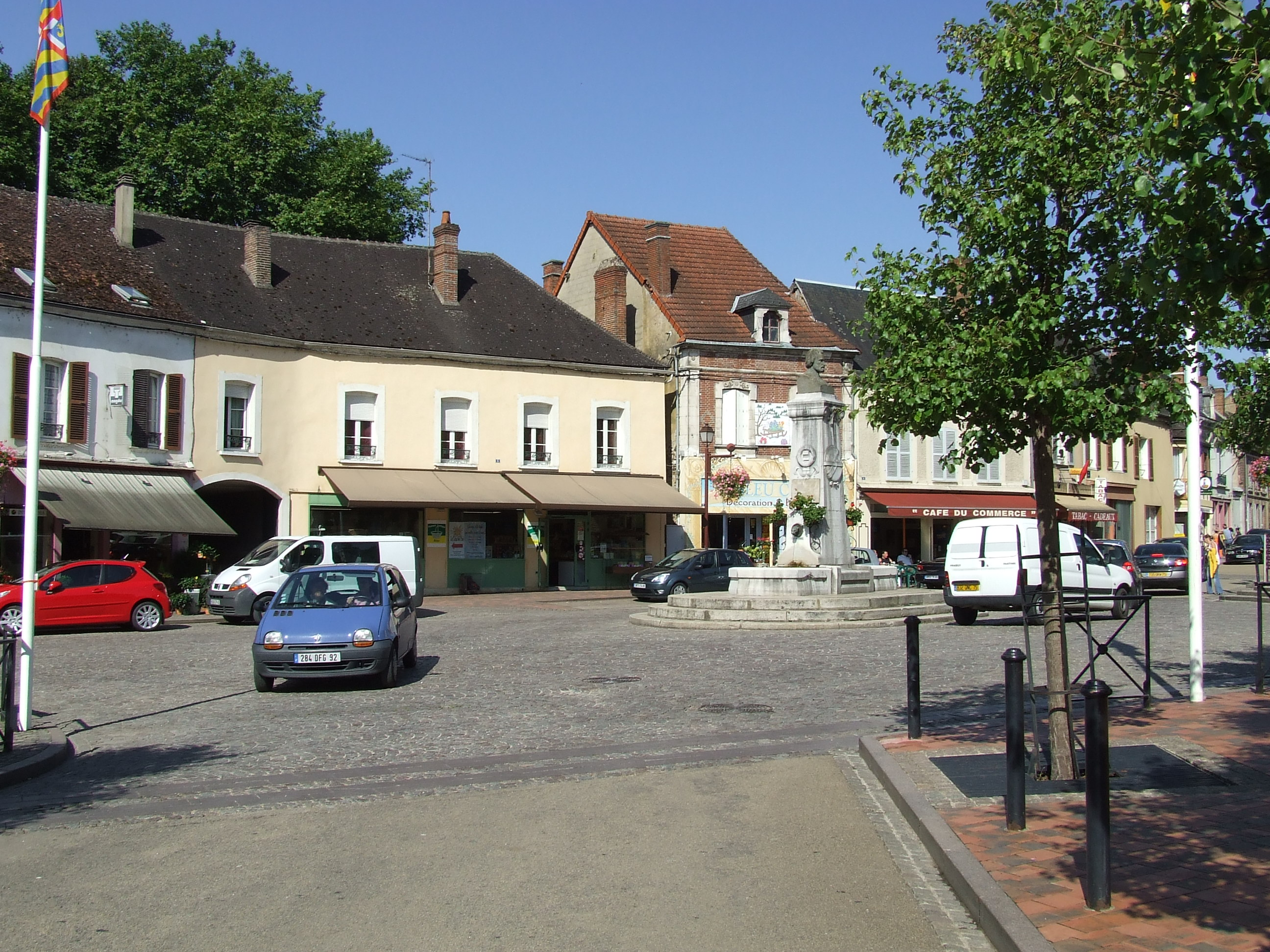
Place de la République
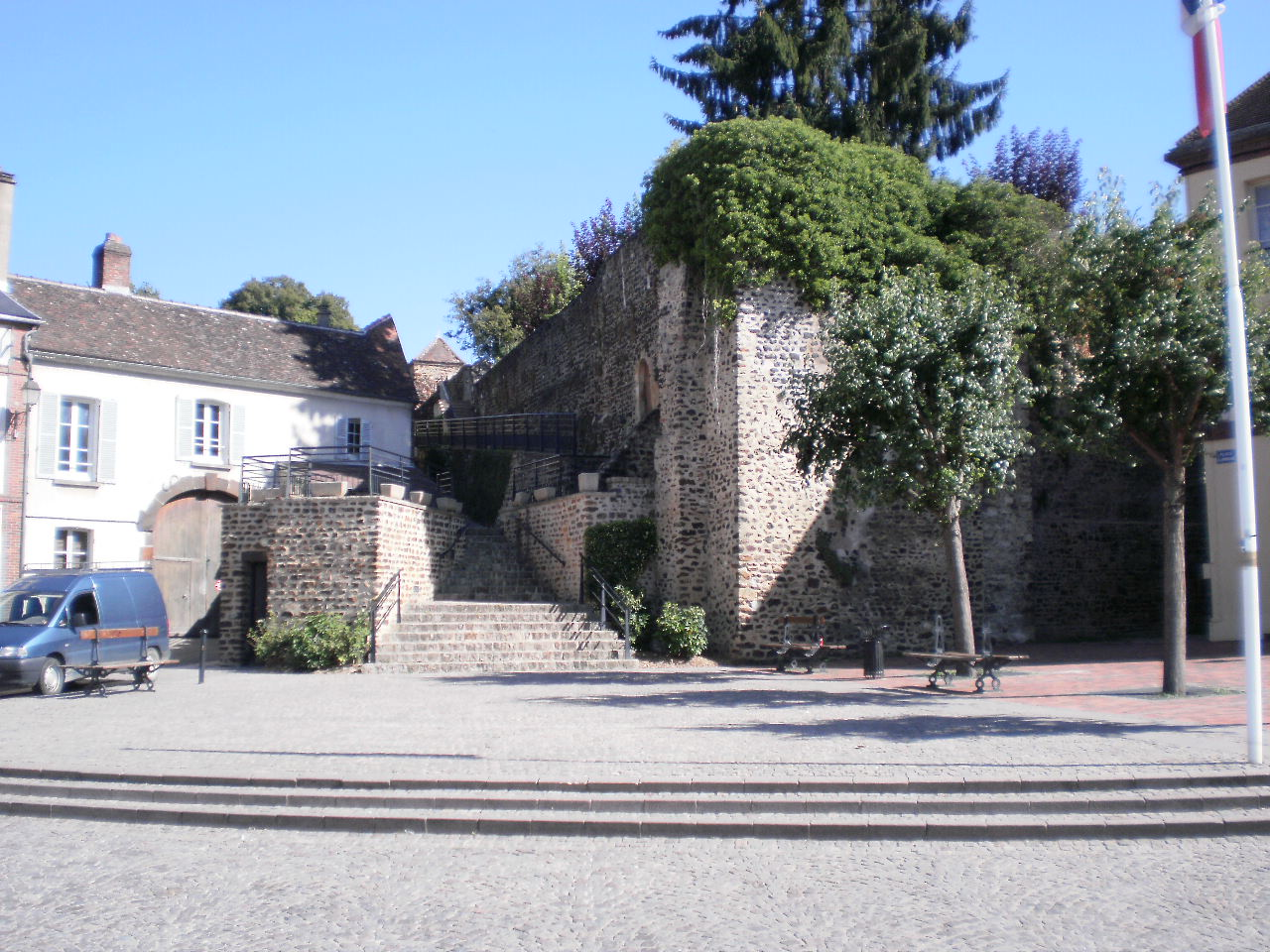
Remparts, place de la République
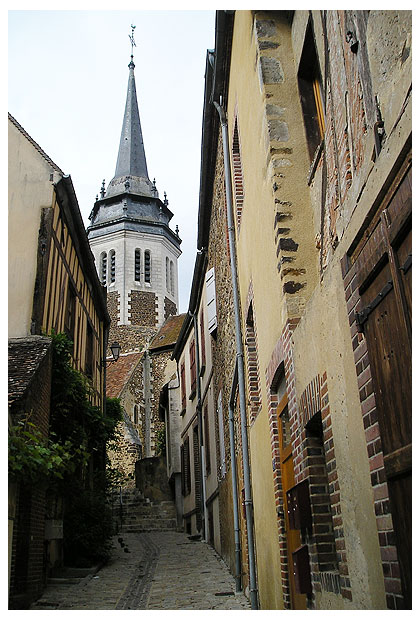
Ruelle montant vers l'église
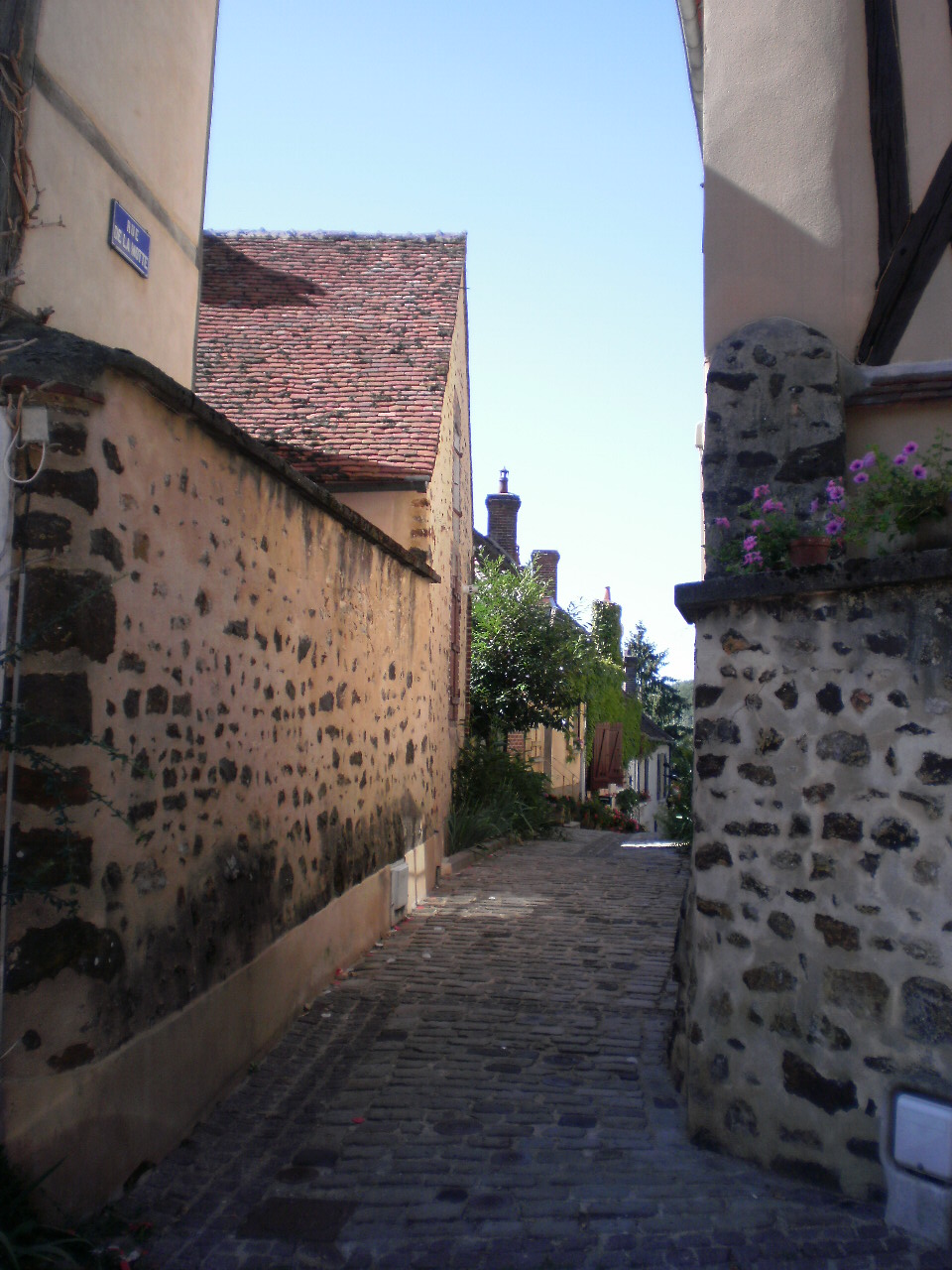
Ruelle sur l'ancienne motte féodale
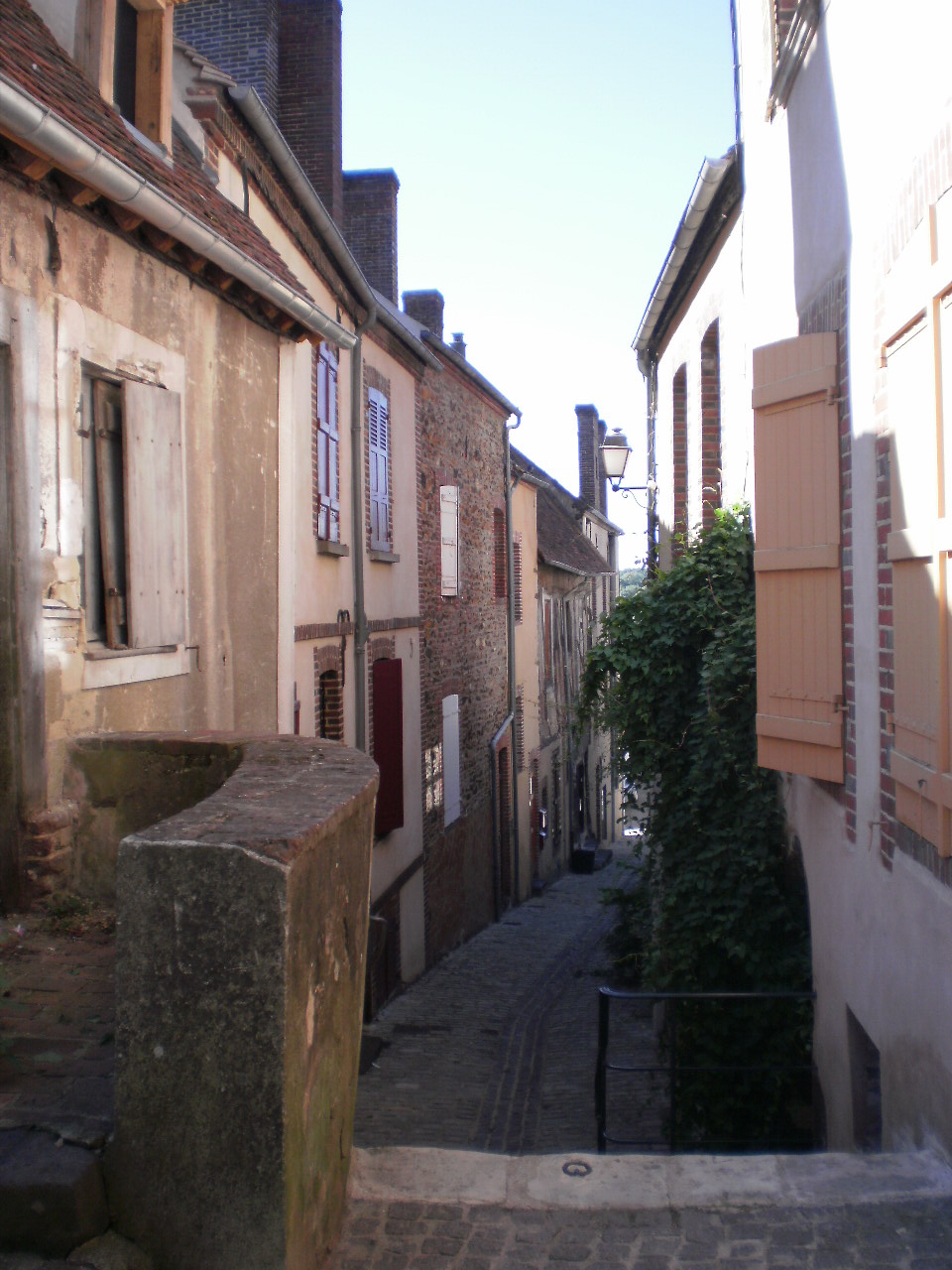
Ruelle sur l'ancienne motte féodale

### Équipements culturels
- Bibliothèque municipale[58]. Espace culturel "Pierre Larousse" inauguré le 21 octobre 2017 à l'occasion du bicentenaire de sa naissance.
- Cinéma "Cinétoile", anciennement Cinélux (rouvert en janvier 2020)[59].

### Manifestations culturelles et festivités
Février
Salon Nature et Santé
Mars
Salon des vins
Samedi du week-end des Rameaux
"Beau-Marché" (grande foire traditionnelle et présentation d'animaux), salon d'aviculture.
Avril
Salon du livre et des métiers du livre Pierre Larousse
Mai
Colloque organisé tous les trois ans par l'association Pierre Larousse
Festival de théâtre et de cirque, tous les deux ans.
Moto-cross
Tournoi inter-régional de football (U8 et U9)
Juin
Fête de la musique
Juillet
Feu d'artifice au bord de l'étang et bal populaire le 13 juillet
Toucy Jazz-Festival
Tous les goûts sont dans la nature : festival de musiques
Juillet et août
"Apéro-concerts" tous les samedis sur les places de la ville
Août
Salon du livre d'Histoire en l'église de Toucy
Septembre
Exposition Bourse Auto-Moto-Agricole (club retro forterre)
Octobre
Fête du train (exposition du matériel ferroviaire par les collectionneurs)
Gala de l'accordéon
Foire-exposition commerciale et artisanale ; salon "Nature et jardins".
Décembre
Marché de Noël

### Personnalités liées à la commune

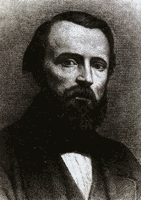
Pierre Larousse.

- Pierre Larousse (statue dans le centre-ville), auteur du célèbre dictionnaire.

Né dans la petite ville en 1817, fils de Pierre-Anthanase Larousse, charron-forgeron, et Louise Guillemos, aubergiste, Pierre Larousse est un brillant élève qui obtient à 16 ans une bourse de l’université pour compléter sa formation à l'École Normale primaire à Versailles. De retour à Toucy, il devient, à 20 ans, instituteur communal. En 1840 il repart pour Paris, où il suit pendant de longues années de nombreux cours de toute sorte. Il ne passe pas de diplômes, mais ses études fourniront les fondations de ses recherches lexicographiques et encyclopédiques. À partir de 1849 il publie d'innombrables textes pédagogiques, et en 1852 avec Pierre-Augustin Boyer il fonde la célèbre maison d'éditions qui en 1881 trouvera son adresse actuelle en achetant le terrain du 19 rue du Montparnasse. En 1871 Pierre Larousse est candidat aux élections législatives de février, mais ne peut faire compagne en personne et n'est pas élu. Larousse est un des très rares intellectuels et patrons à se rallier, comme ses ouvriers, à la Commune.
- Jules Hollier-Larousse (1842-1909) : éditeur français, né à Toucy et neveu de Pierre Larousse, il aide celui-ci à poursuivre la publication du Grand Dictionnaire universel du XIXe siècle, dont il assure seul l'achèvement.
- Héribert, évêque d'Auxerre, frère d'Hugues Capet y décède en 996.
- Narjot de Toucy et plus généralement la famille seigneuriale de Toucy au Moyen Âge
- Gilles de Paris (né à Toucy en 1100 et mort après le 1er mars 1139 à Rome) est un cardinal français du XIIe siècle. Il est membre de l'ordre des bénédictins.
- Pierre Grosnet, poète du XVIe siècle, y est né.
- Vaast Barthélemy Henry (1797-1884), abbé, historien, y fut nommé vicaire, poste qu'il quitta pour la cure de Quarré-les-Tombes en 1823.
- Guy Adolphe Arrault (1806-1861), maire de Toucy de 1848 à 1860, membre du conseil général, ingénieur des mines, scientifique.
- Alexandre Parat (1843-1931), abbé connu pour ses recherches historiques et archéologiques, y est né.
- Marcel Ribière (1860-1922), conseiller d'État, brièvement maire d'Auxerre, député puis sénateur de l'Yonne, né à Auxerre.
- Léon Noël (1888-1987), Ambassadeur, homme politique, premier Président du Conseil Constitutionnel y a passé les dernières années de sa vie.
- France Gall (1947-2018), chanteuse, y a vécu.
- Marcel Poulet (1936-), artiste peintre connu pour la création de l’Association d’Études et de Recherches du Vieux Toucy en 1961

### Héraldique
| Blason de Toucy | D'azur à la clef renversée d'or, au chef du même chargé de quatre merlettes de gueules. |

Ce blason est inspiré de celui de Guillaume de Toucy, évêque d'Auxerre, dont on peut trouver la trace sur un vitrail de la Chapelle des Seigneur au sein de l'église Saint-Pierre. Ces merlettes, dont le nombre varie de un à neuf, se retrouvent dans bon nombre d'autres blasons. Plusieurs significations ont été avancées. Elles représenteraient tout d'abord des ennemis vaincus et tués sur le champ de bataille. Selon une autre interprétation, elles désigneraient les croisades, les becs et les pattes coupés seraient des signes de blessures.

## Patrimoine naturel
La commune inclut quatre ZNIEFF :
- ZNIEFF des étangs, prairies et forêts du Gâtinais sud oriental et vallée du Vrin[65],[note 1].

Cette zone s'étend sur trois communes. Elle se trouve dans le réseau hydrographique du Peruseau, au début du parcours de ce dernier, et dans une zone marquée par l'eau : sur la commune de Grandchamp elle inclut l'une des deux branches principales du ru des Pierres (voir l'article sur le Peruseau) ; sur la commune de Perreux on y trouve quatre étangs dont les surfaces vont de 2 000 m2 à plus de 2 ha, et deux branches principales du ru des Pierres ; et sur Sommecaise, deux étangs (étangs des Bergeries et du Clocher) et une branche du ru des Pierres. Le tout est parsemé de mares et de nombreux trous humides. L'habitat particulièrement visé par cette ZNIEFF est fait d'eaux douces stagnantes ; les autres habitats inclus dans la zone sont des eaux courantes, des prairies humides et mégaphorbiaies, et des bois.
- ZNIEFF de la vallée de l'Ouanne de Toucy à Dicy, totalisant 2 675 ha répartis sur 6 communes[66]. Elle vise particulièrement les habitats d'eaux courantes (milieu déterminant) ; on y trouve aussi des tourbières, marais, prairies améliorées, cultures et bocages[67].

- ZNIEFF des ruisseaux de Fours, des Gauthiers et de Maurepas autour de Toucy, totalisant 249,08 ha répartis sur 3 communes[Note 7]. Elle vise particulièrement les habitats d'eaux courantes (milieu déterminant), qui abritent le chabot (Cottus gobio), poisson d'intérêt européen[68].

Ces trois ruisseaux font l'objet d'arrêtés de protection de biotopes :
- - Ruisseau de Maurepas[69] ;
  - Ruisseau des Fours[70] ;
  - Ruisseau des Gauthiers[71].

Enfin, un lieu appelé "le Grenier" a été acquis par un Conservatoire d'espaces naturels.

## Pour approfondir